# Parafia Matki Boskiej Różańcowej i św. Stanisława Biskupa i Męczennika w Łodzi
Parafia Matki Boskiej Różańcowej i św. Stanisława Biskupa i Męczennika – rzymskokatolicka parafia w dekanacie Łódź-Stoki archidiecezji łódzkiej.
Parafia usytuowana w dzielnicy Widzew, na Płaskowzgórzu Stokowskim. Świątynia i zabudowania parafialne ulokowane są na najwyższym wzniesieniu w mieście ok. 280 m n.p.m. Swoim zasięgiem obejmuje większą część osiedli Sikawa i Stoki oraz południową część osiedla Stare Moskule.

Mapa parafii

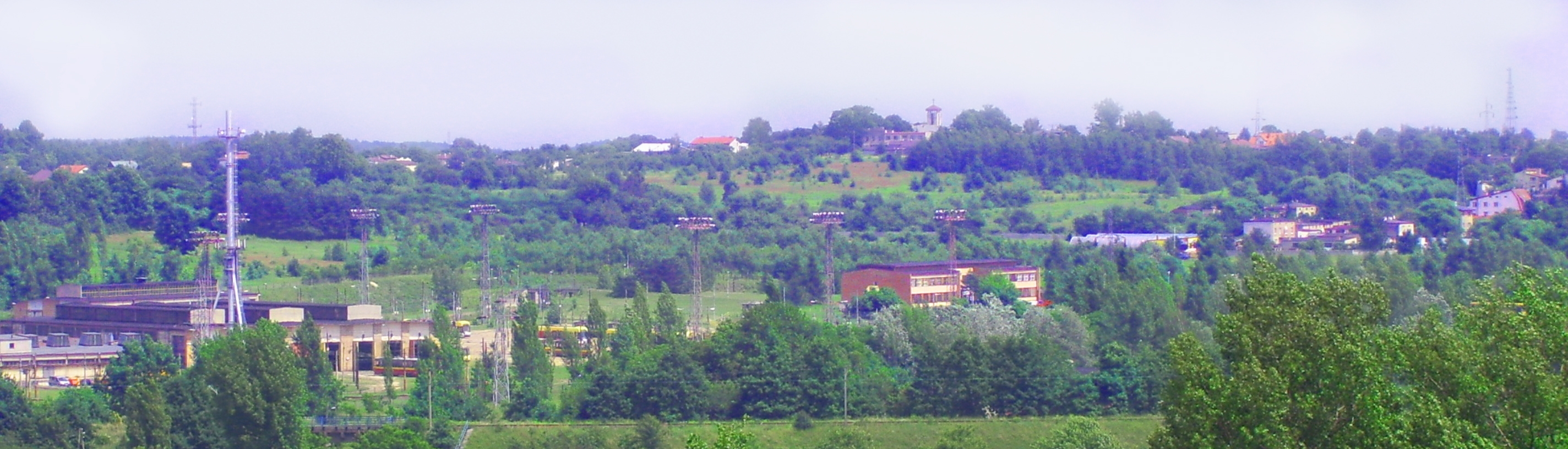
Panorama parafii – widok z osiedla Lumumbowo

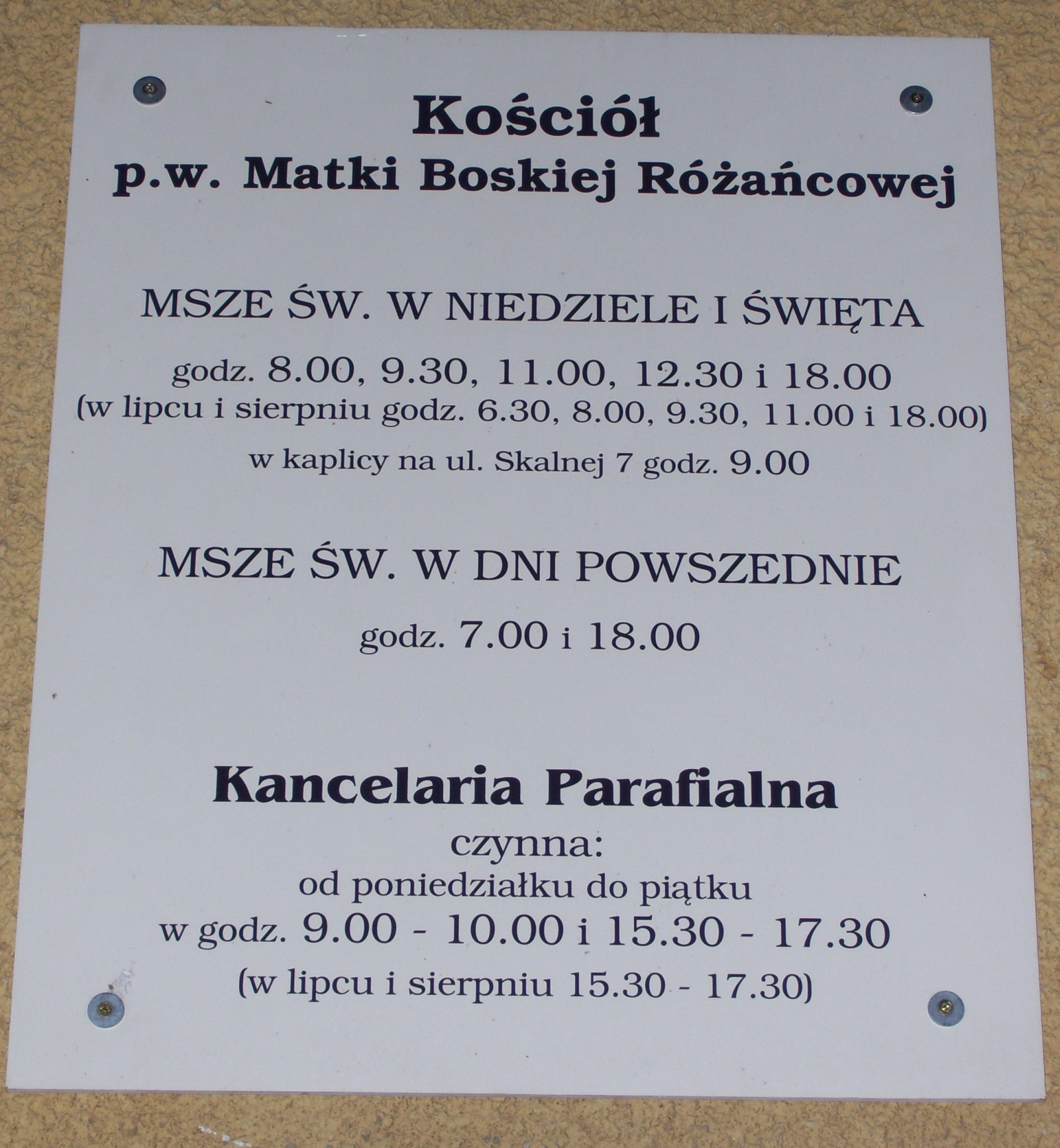
Tablica informacyjna na frontowej ścianie kościoła

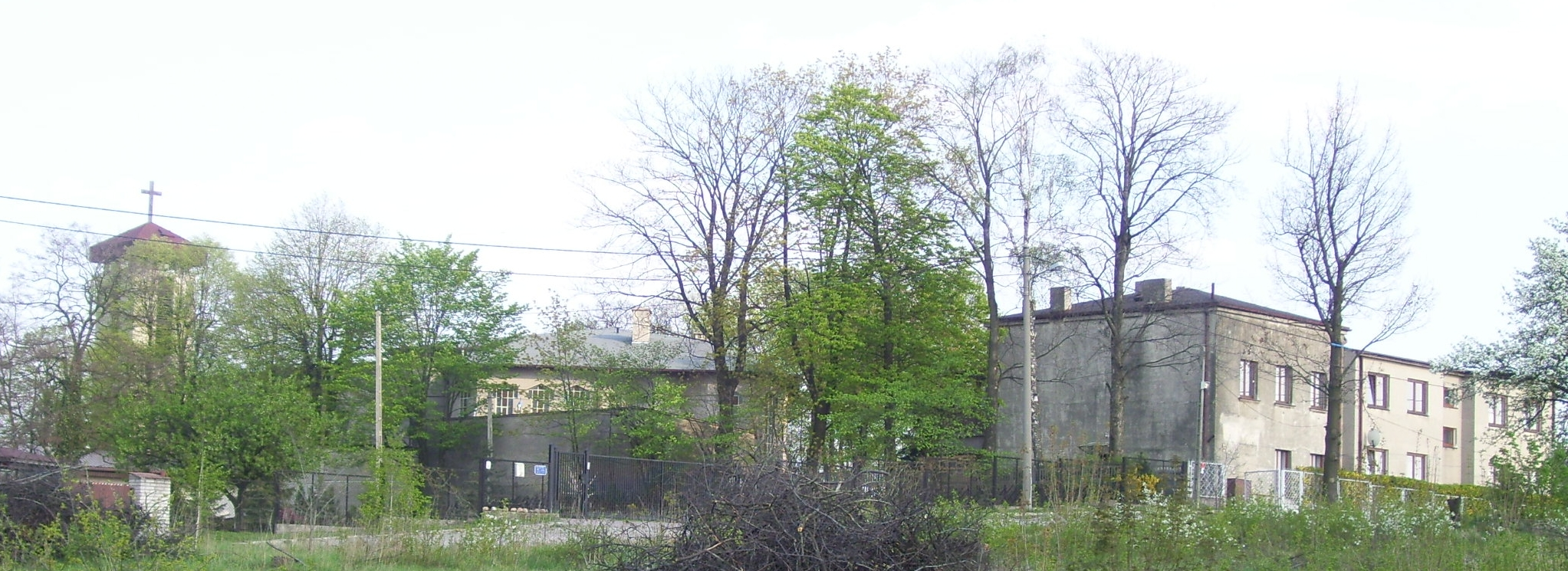
Widok na kościół i plebanię od strony zachodniej

Plan kościoła

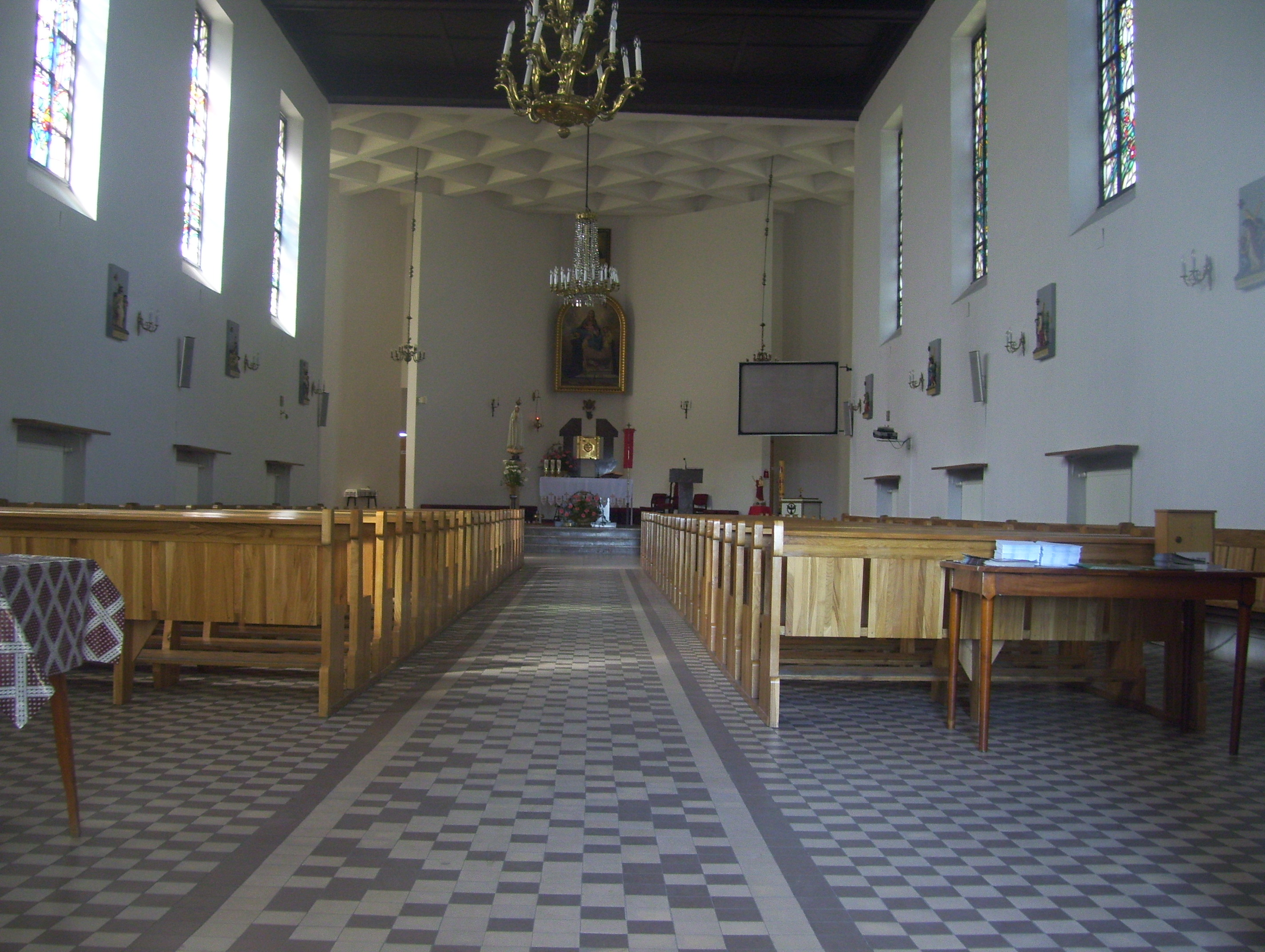
Świątynia wewnątrz – widok od drzwi wejściowych (stan przed remontem prezbiterium)

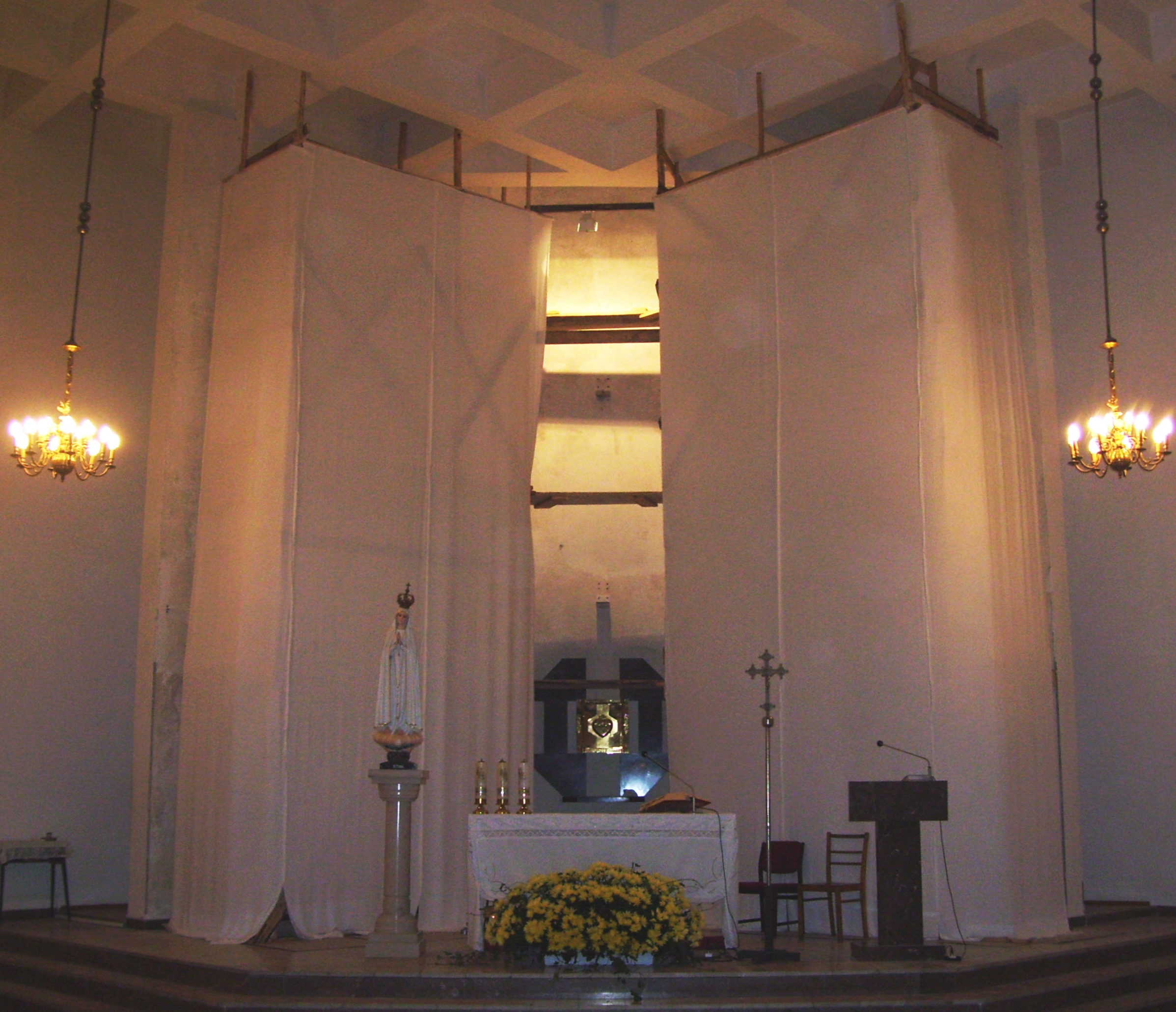
Prezbiterium kościoła na początku remontu (lipiec 2007)

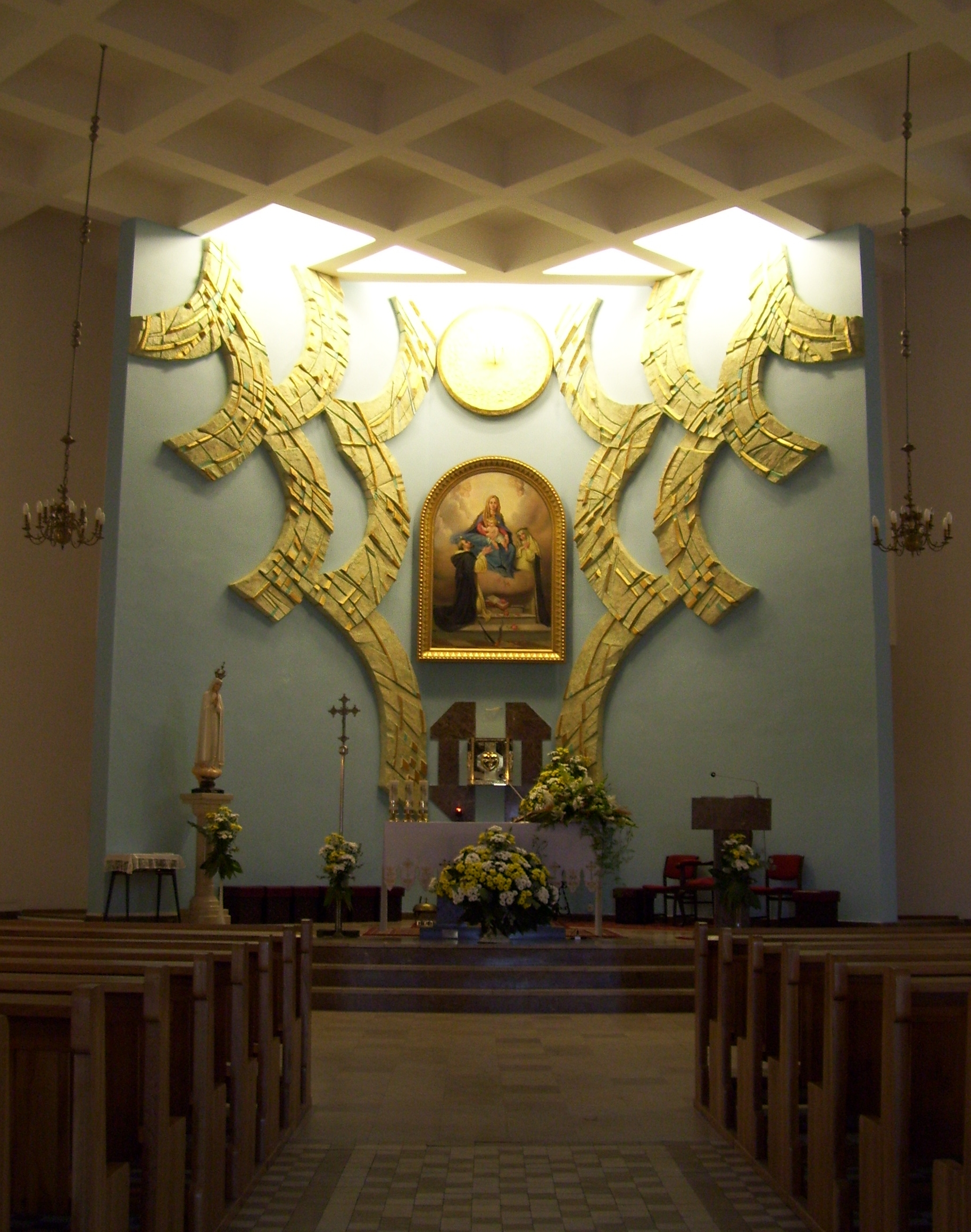
Prezbiterium (kolejny etap remontu – sierpień 2007)

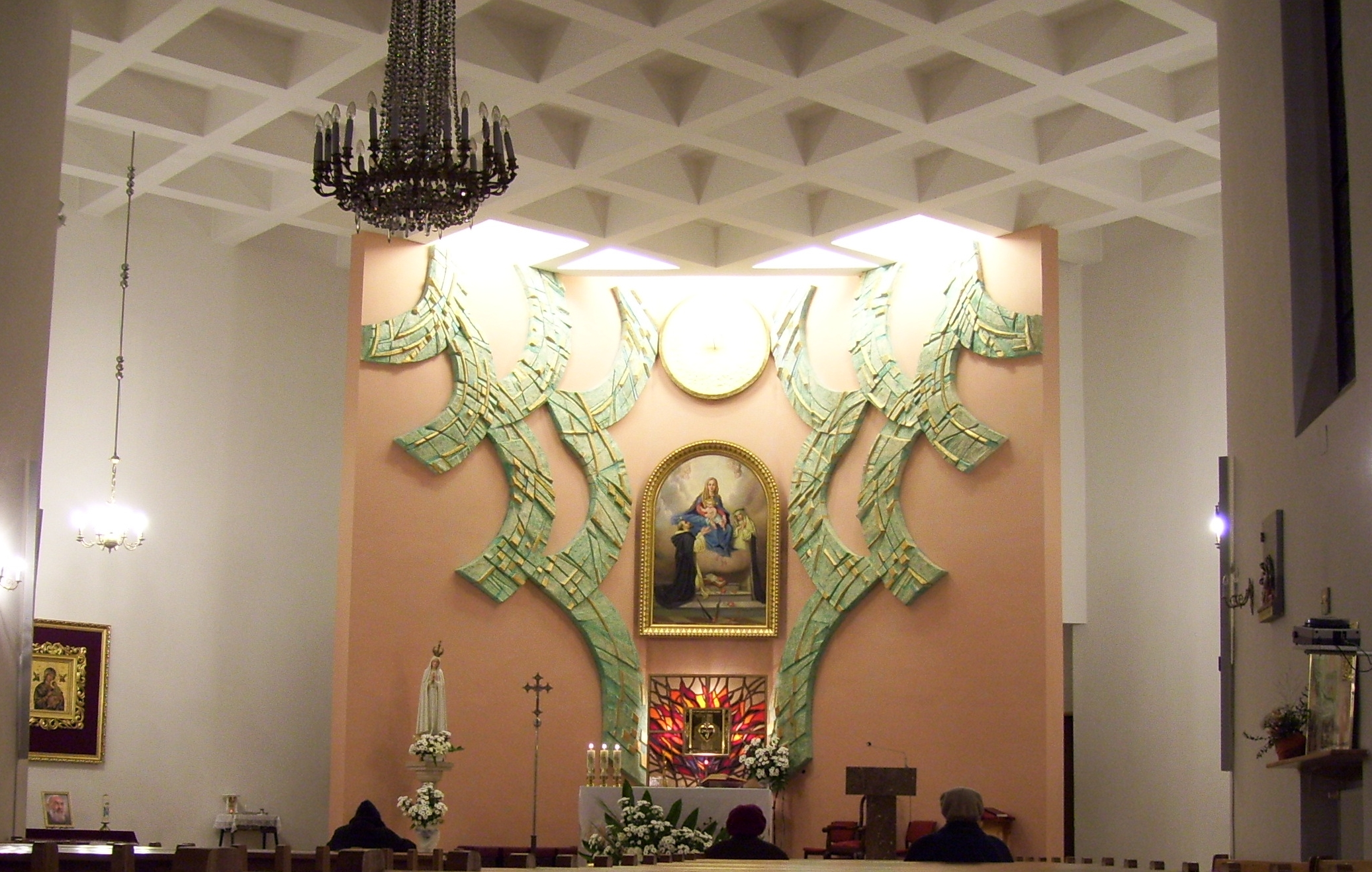
Prezbiterium (stan: październik 2007)

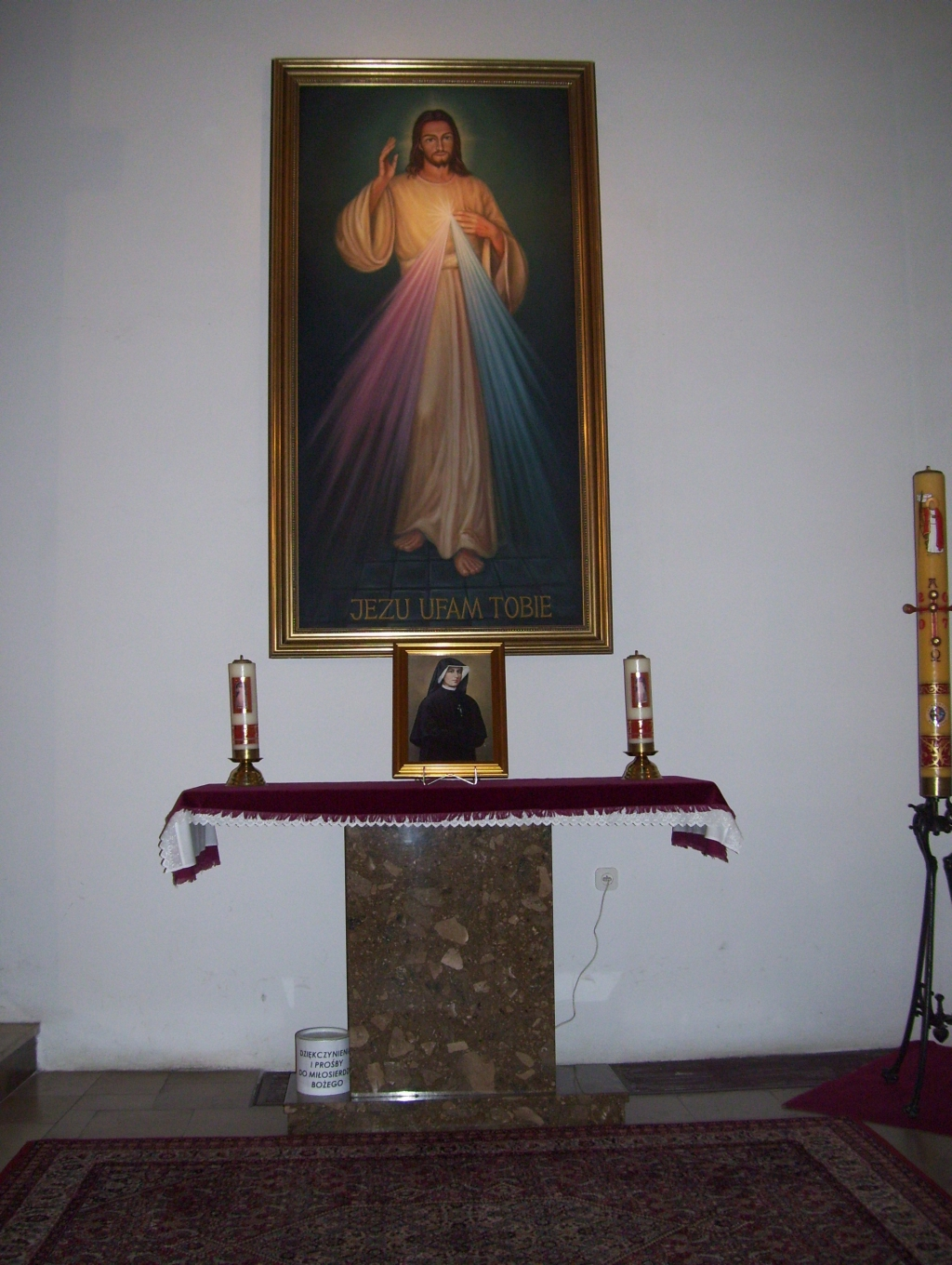
Północny ołtarz boczny z obrazem Jezu ufam Tobie i portretem św. Faustyny Kowalskiej

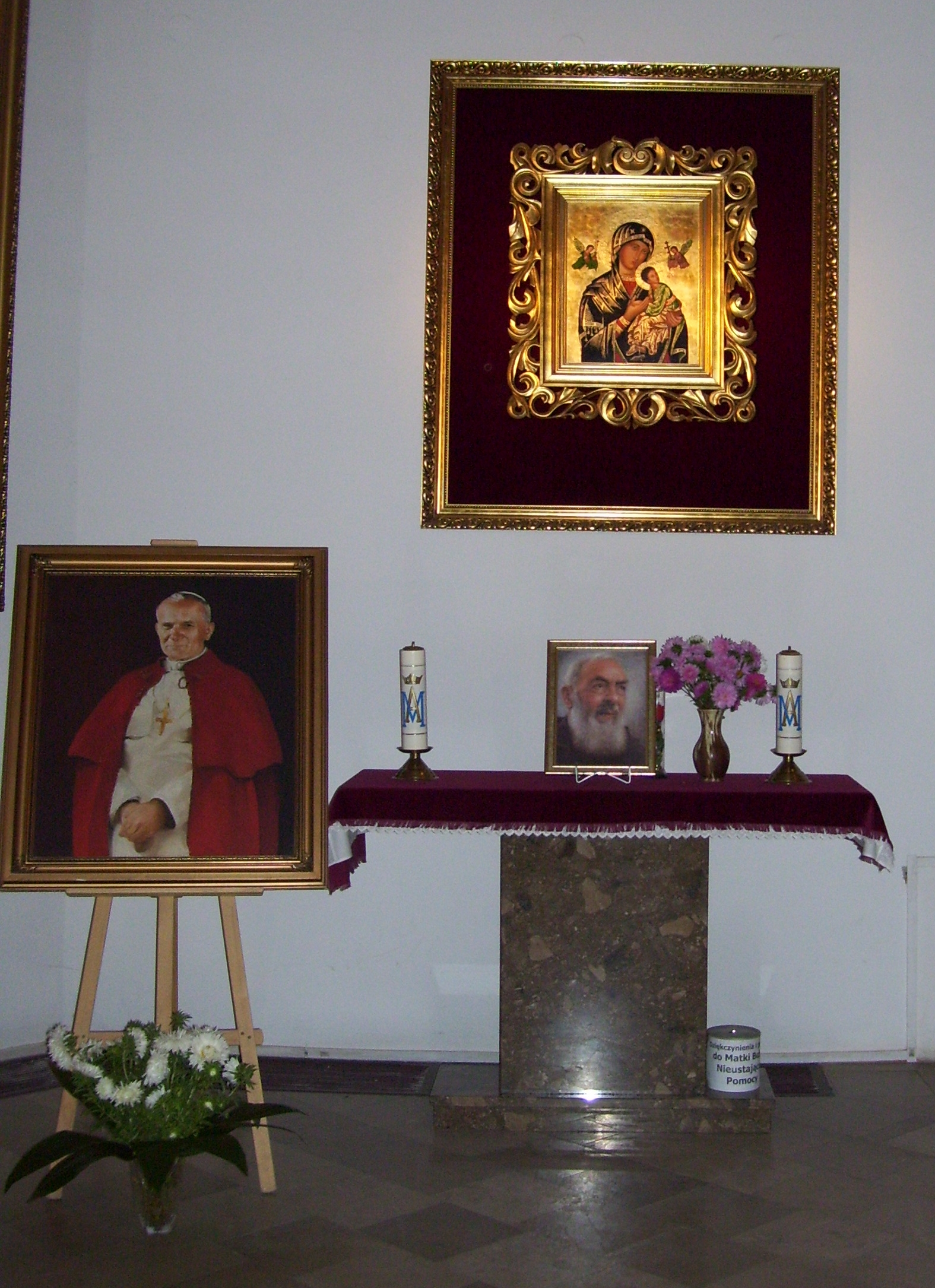
Południowy ołtarz boczny: nad nim obraz Matki Boskiej Nieustającej Pomocy, na ołtarzu obraz św. Pio z Pietrelciny, a przy nim obraz Jana Pawła II

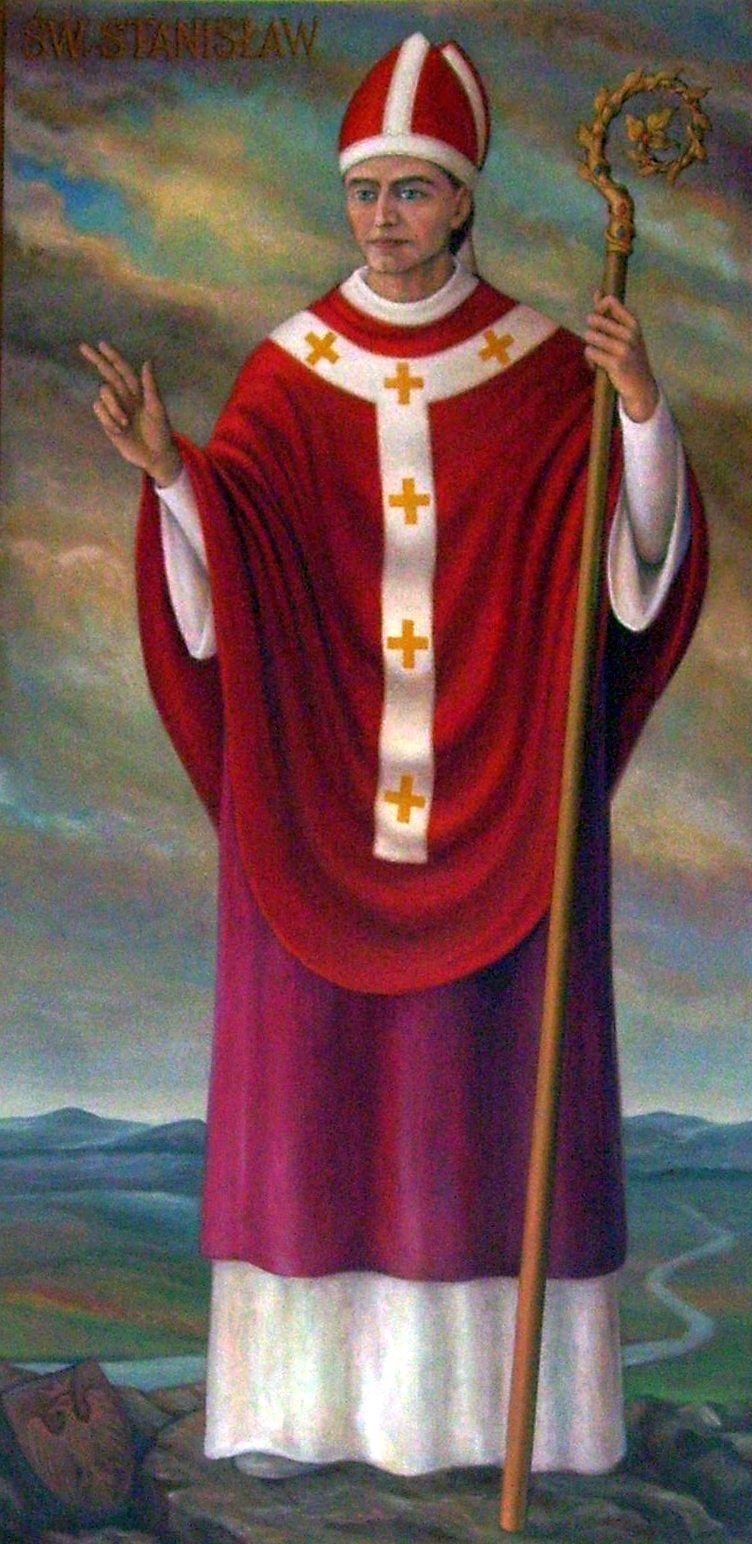
Obraz drugiego patrona parafii – św. Stanisława Biskupa i Męczennika znajdujący się na północnej ścianie kościoła

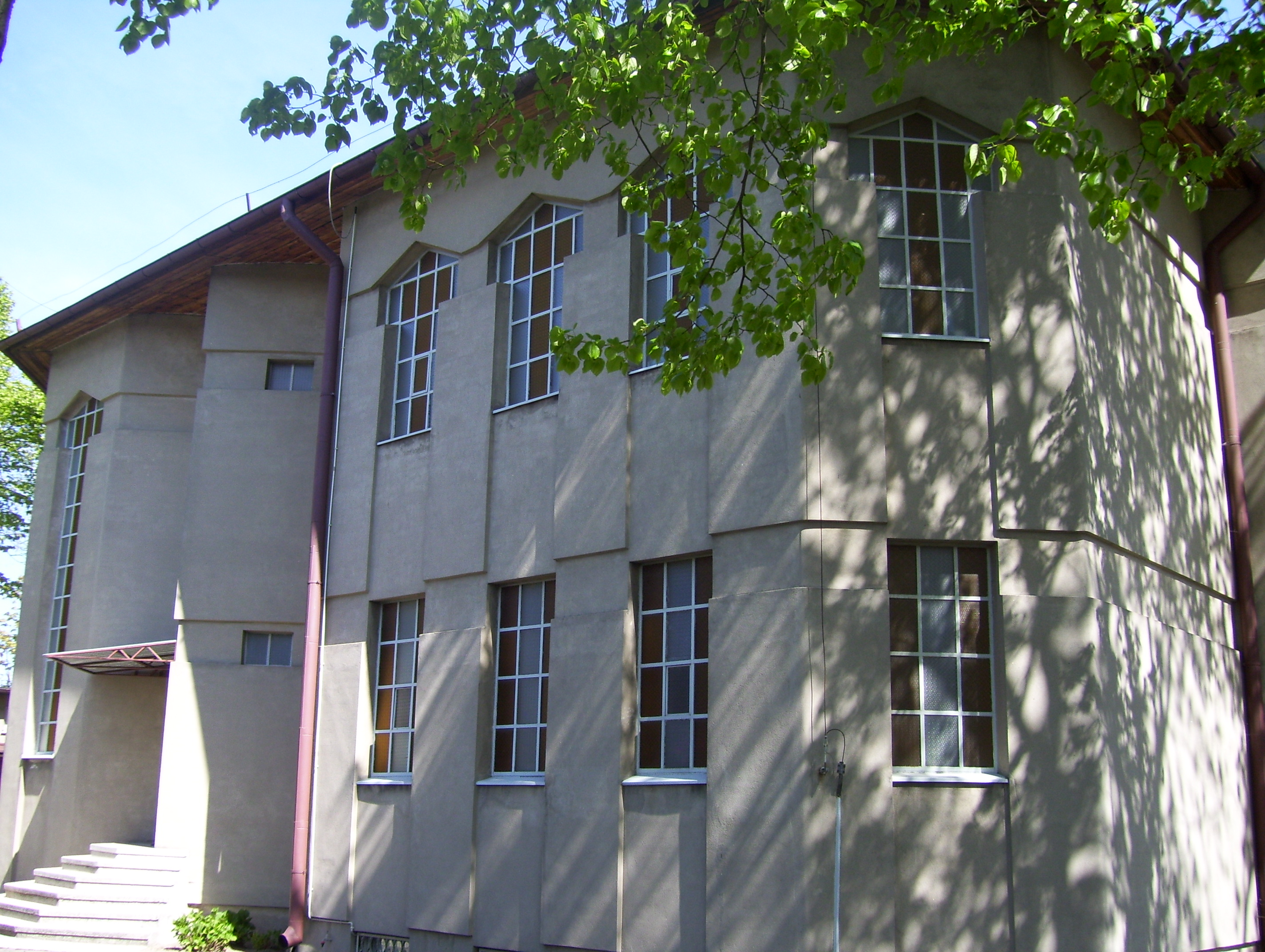
Nowa część kościoła – widok na zakrystię od strony południowej

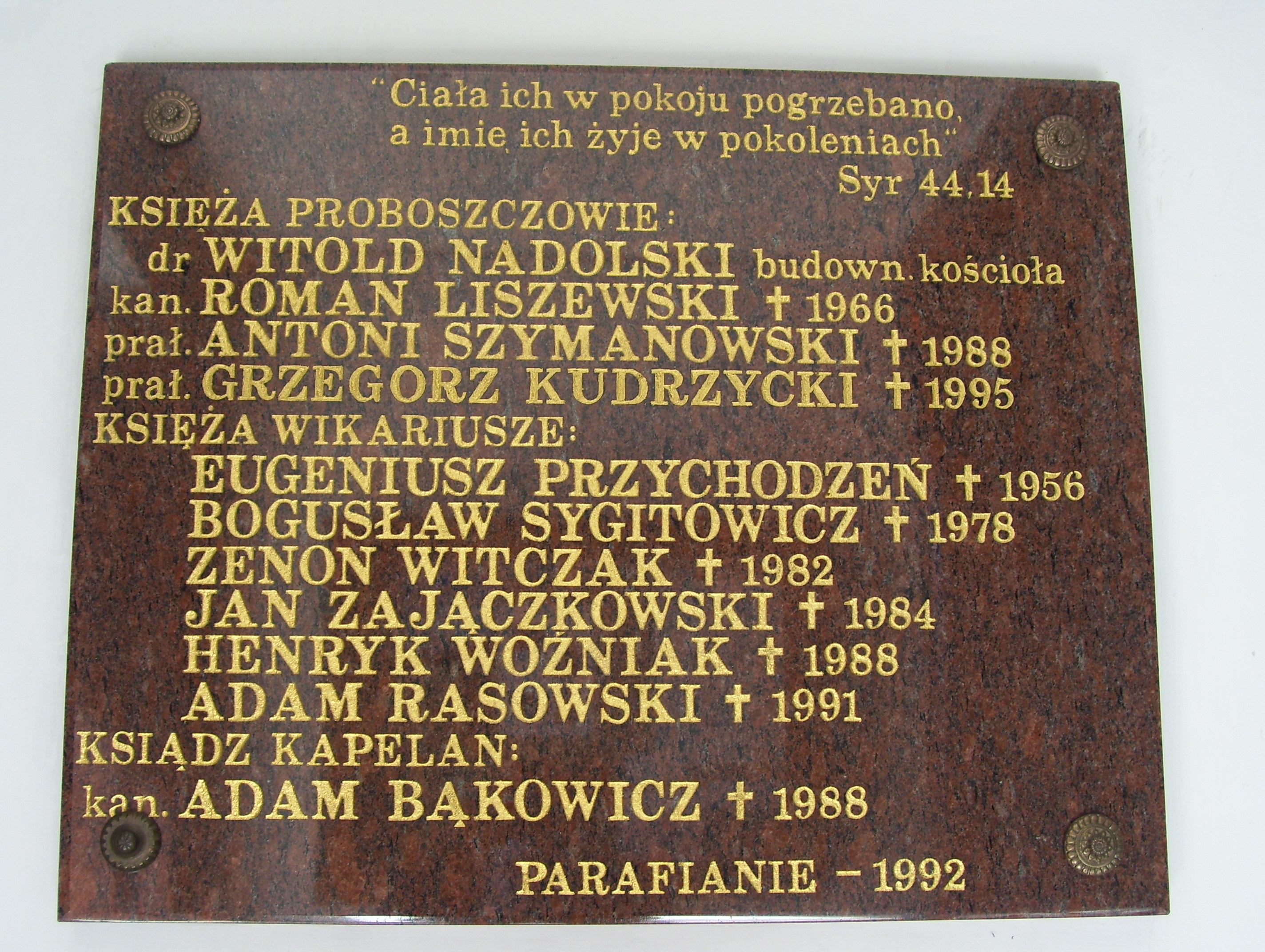
Tablica upamiętniająca zmarłych do 1992 r. księży, którzy pracowali wcześniej w parafii

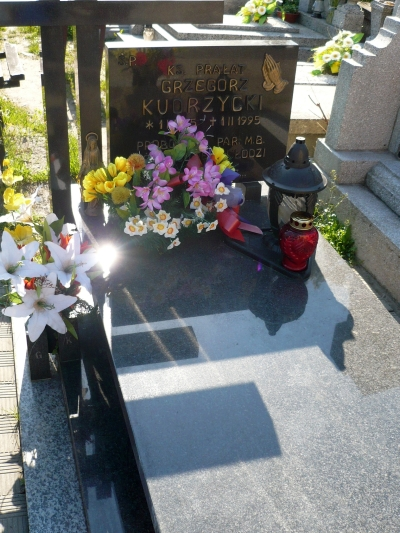
Grób ks. prałata Grzegorza Kudrzyckiego na cmentarzu św. Wincentego à Paulo w Łodzi na Dołach, przy ul. Smutnej

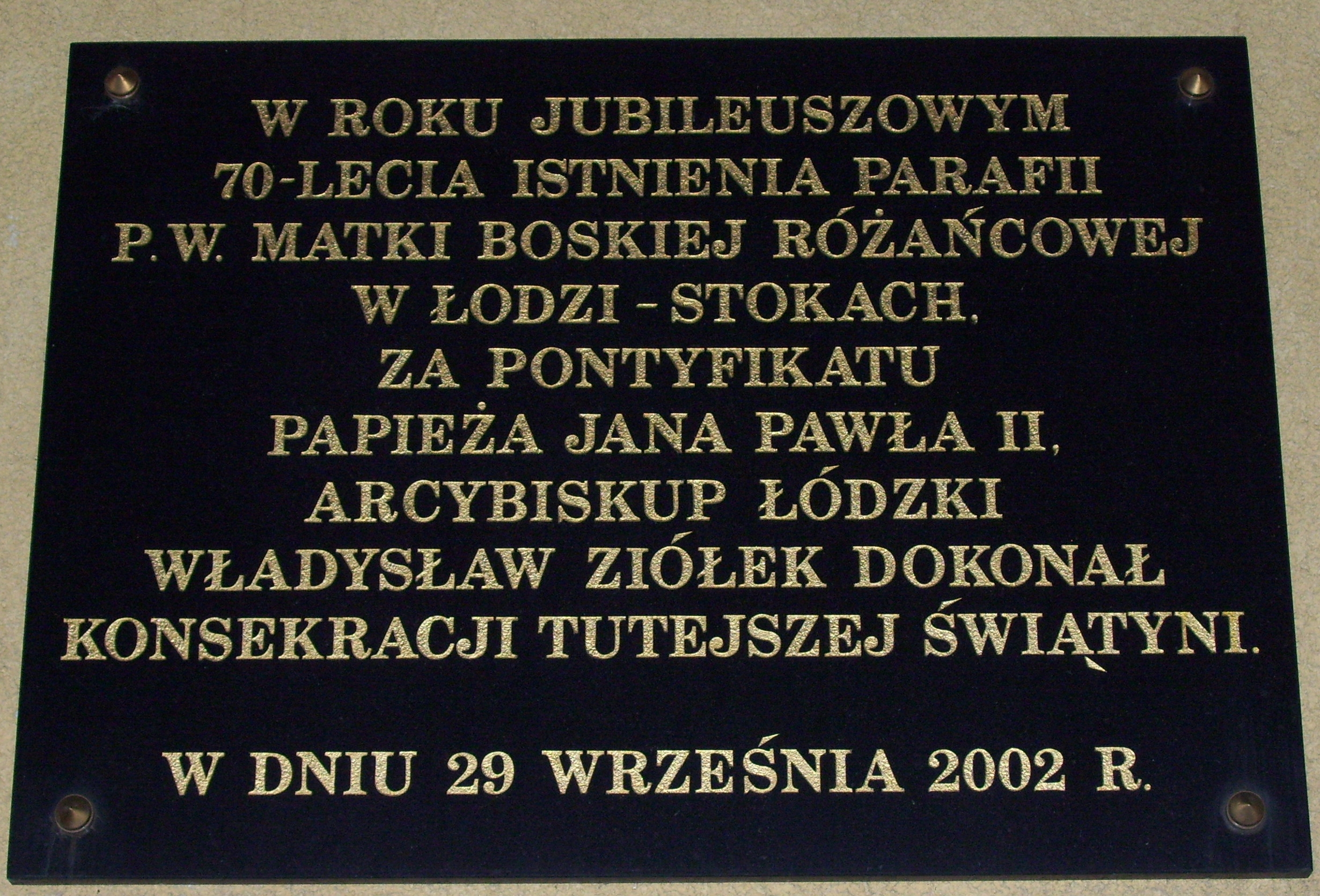
Tablica upamiętniająca konsekrację kościoła

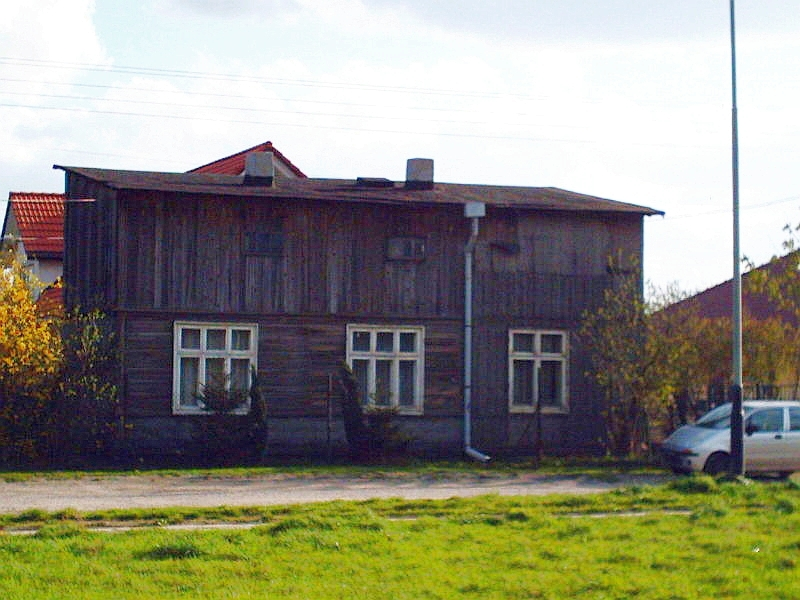
Nieistniejący już budynek pierwszej plebanii (fot. archiwalna, wiosna 2007)

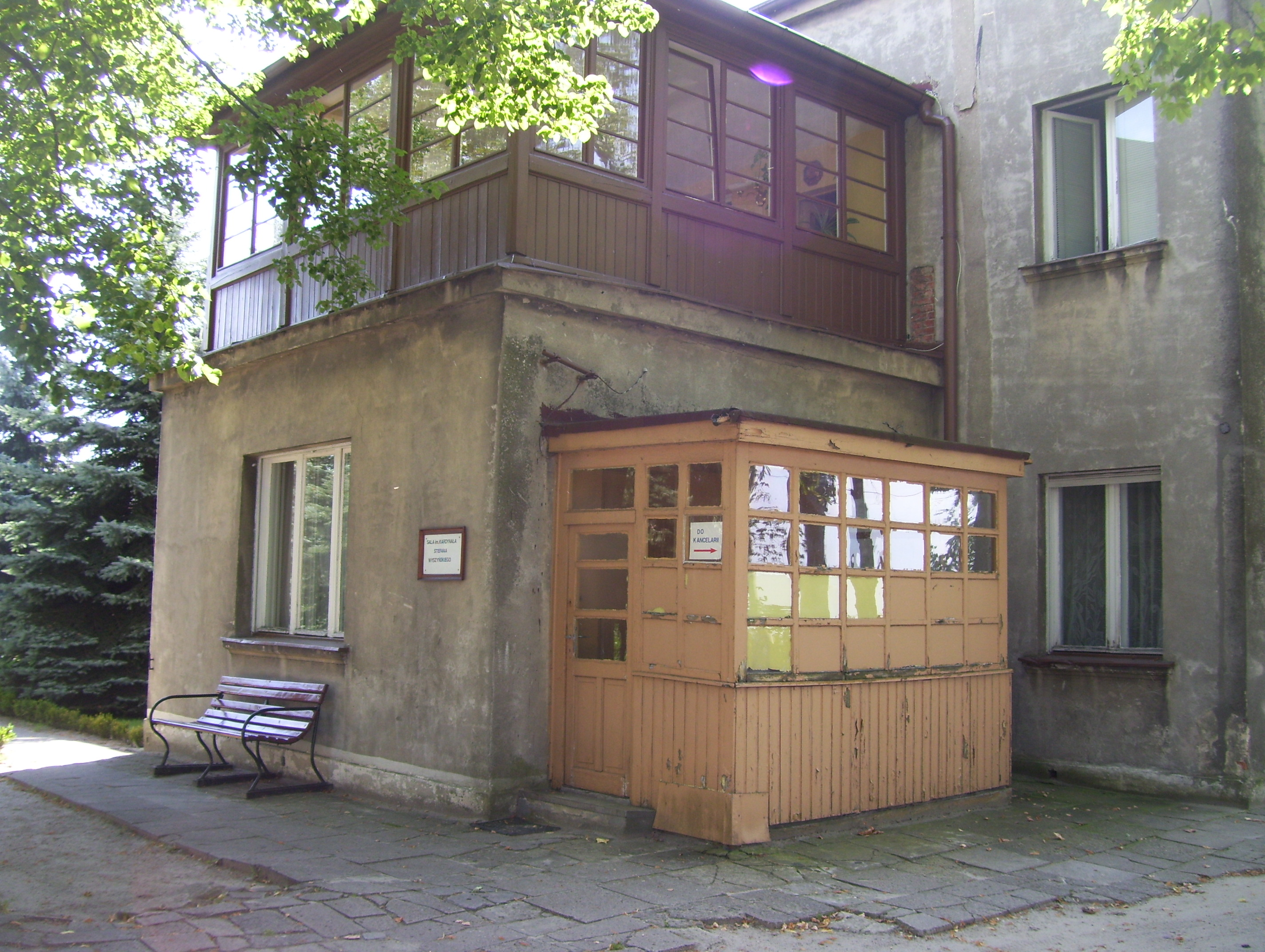
Starsza część plebanii (ściana wschodnia z wejściem do sali im. ks. kardynała S. Wyszyńskiego)

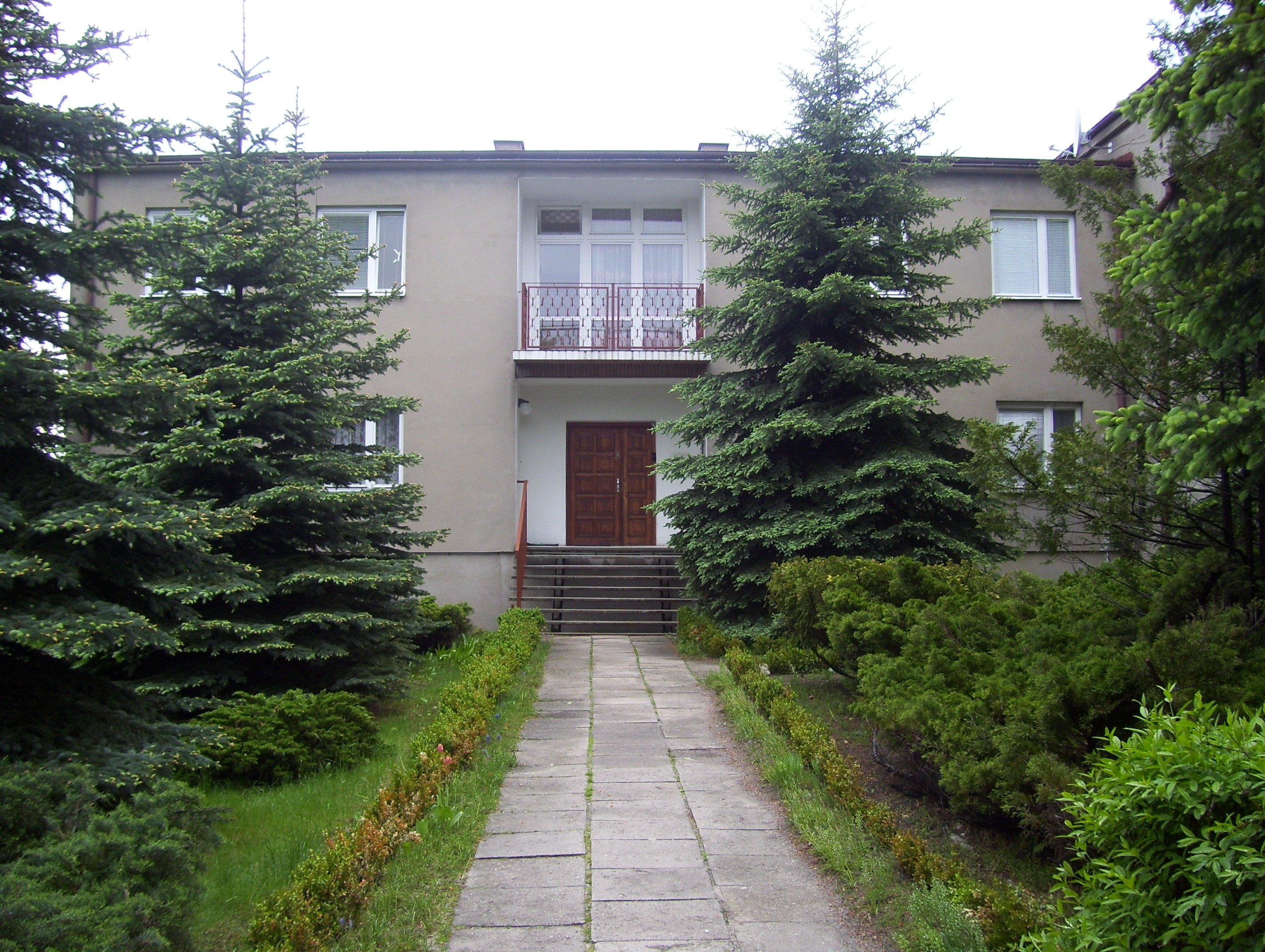
Nowa część plebanii (widok od kościoła)

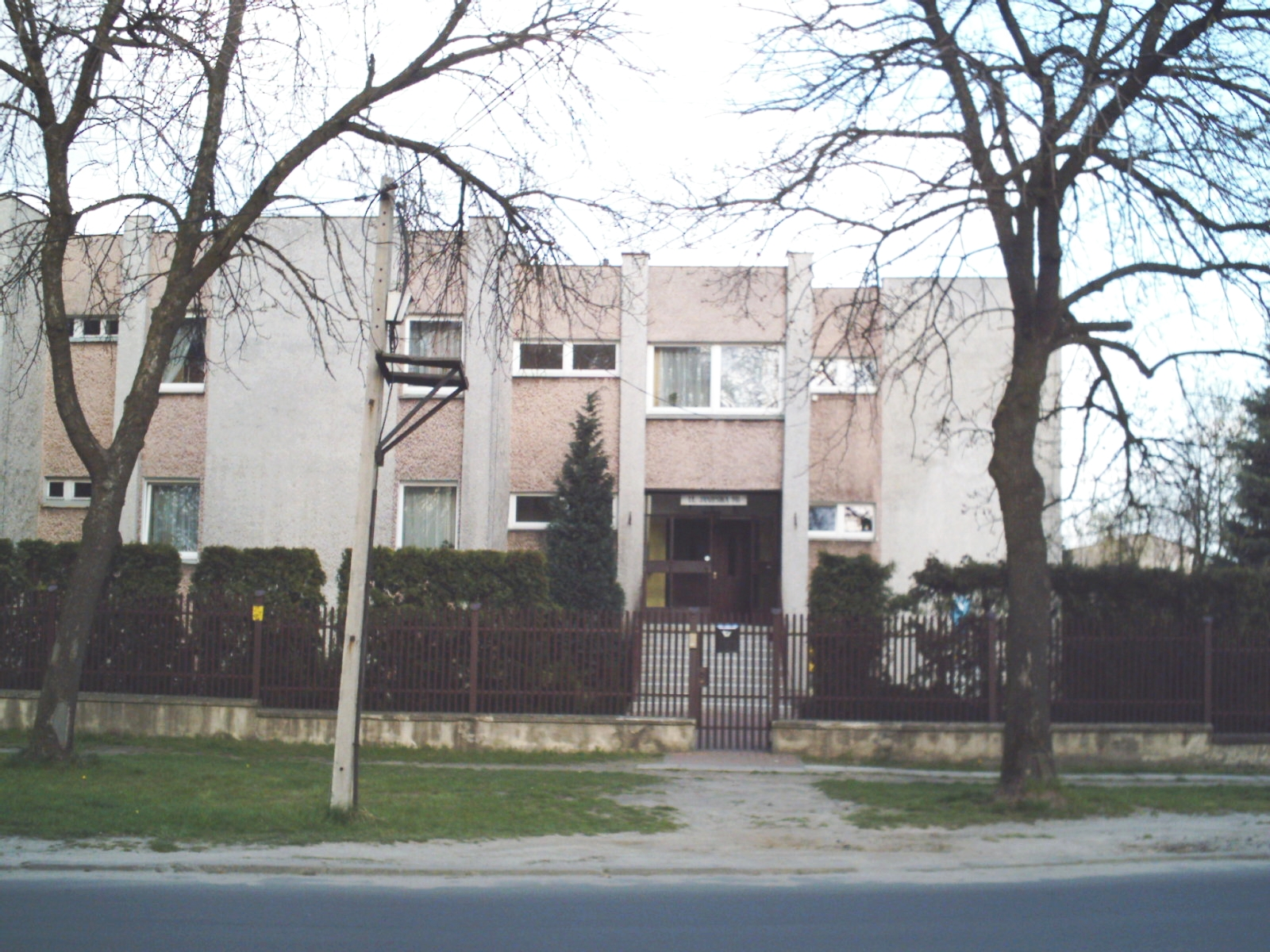
Dom zakonny Sióstr Antonianek przy ul. Janosika

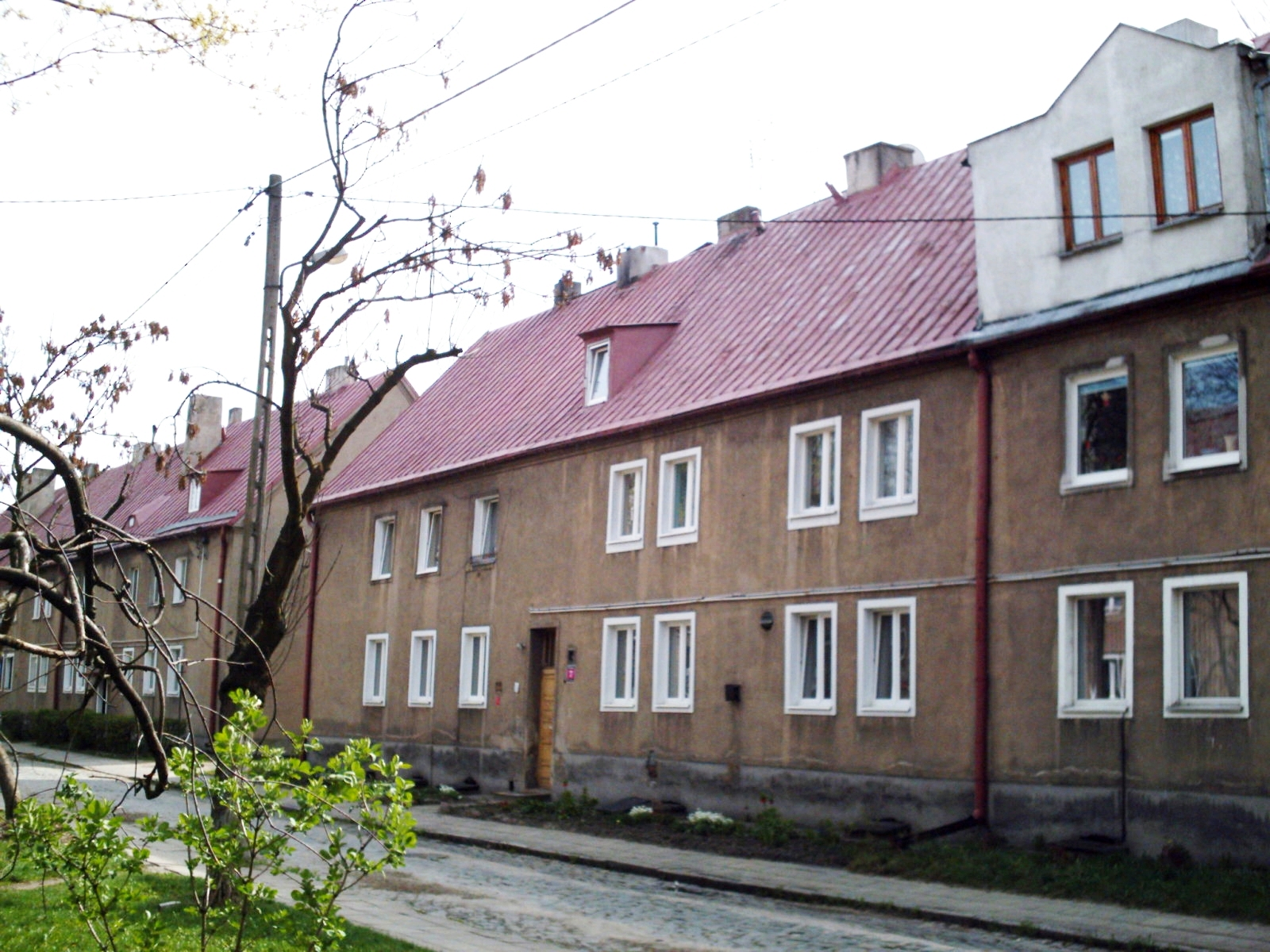
Dom zakonny Sióstr Pasterek przy ul. Skalnej

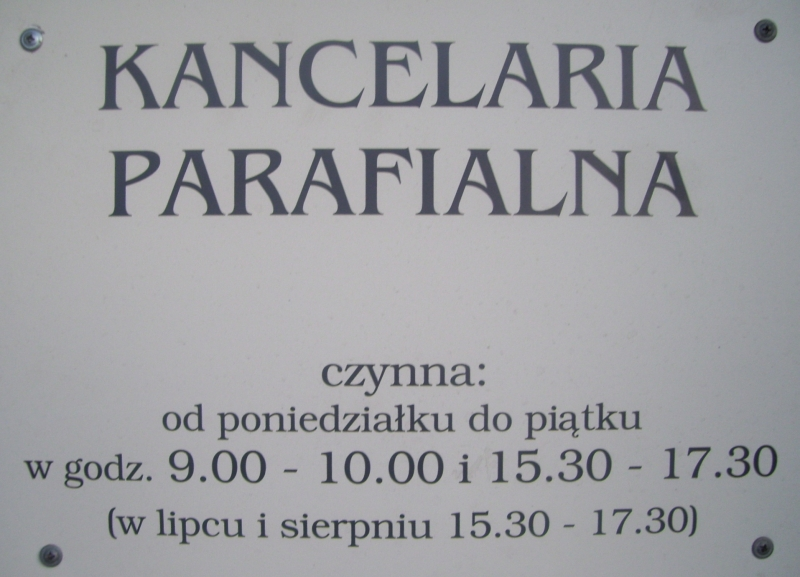
Tablica na drzwiach kancelarii parafialnej

## Historia

### Powstanie parafii i budowa kościoła
Parafia powstała z inicjatywy proboszcza parafii w Mileszkach ks. dr. Witolda Nadolskiego oraz mieszkańców wsi Stoki i Sikawa. Idea budowy nowego kościoła wynikała z dużej odległości od kościoła parafialnego. Decyzją ks. Nadolskiego wikariusz parafii w Mileszkach ks. Józef Gawęda (zm. 29 stycznia 1972) został delegowany do opieki duszpasterskiej nad społecznością wsi Stoki i Sikawa.
Plac pod budowę kościoła (ok. 0,5 ha) ofiarowany został przez sukcesorów po Stanisławie Wojciechowskim – przedwojennym posiadaczu dóbr w Stokach i Sikawie oraz Stowarzyszenie kulturowo-oświatowe pracowników tramwajów „Książka”.
Kamień węgielny 1 grudnia 1929 poświęcił ordynariusz łódzki bp Wincenty Tymieniecki. Budowę świątyni ukończono wiosną 1931 r.  Kościół powstał według projektu architekta Józefa Kabana w stylu modernistycznym, murowany z cegły, wypalanej w pobliskiej cegielni Stoki. Powstał budynek o płaskim dachu, długości 33 m, szerokości 10 m. Poświęcony został 5 lipca 1931 przez biskupa Wincentego Tymienieckiego.
Parafia erygowana została 17 kwietnia 1932 dekretem biskupa Wincentego Tymienieckiego z 15 kwietnia 1932. Obszar parafii objęły tereny odłączone z części parafii Mileszki – ograniczonego: na północy – ulicą Moskuliki, na południu – ulicą Pomorską, na wschodzie – ulicą Listopadową, na zachodzie – torami Linii nr 16 łódzkiej kolei obwodowej relacji Łódź Widzew – Zgierz.

### Lata 1932–1945
Pierwszym proboszczem został ks. Roman Liszewski. Już na początku budowy świątyni powstała rada parafialna. Zorganizowano grupę ministrantów, chór i bielanki. Jednej z ulic opodal kościoła nadano imię twórcy parafii ks. Nadolskiego (w 1951 przemianowana na ulicę Wąwozową).
Ostatnie śluby i chrzty w parafii miały miejsce jesienią 1940. Wkrótce proboszcz ks. Liszewski został zmuszony do opuszczenia parafii. Wikariusz ks. Eugeniusz Przychodzeń został wywieziony do obozu koncentracyjnego. Budynek kościoła zamieniony został na magazyn odzieży z łódzkiego getta. W 1944 służył jako kuchnia przygotowująca posiłki dla robotników przymusowo kopiących okop w Sikawie.

### Po II wojnie światowej
Po zakończeniu wojny bp Włodzimierz Jasiński proboszczem mianował ks. Antoniego Szymanowskiego. Kościół był całkowicie spustoszony. W wyniku przeprowadzonego remontu ustawiono tymczasowy ołtarz, zorganizowano organy, wyposażono w miarę możliwości kościelne zaplecze, dzięki czemu można było odprawiać nabożeństwa.
W 1948 pod przewodnictwem ks. Szymanowskiego bardzo liczna grupa parafian udała się koleją na pielgrzymkę na Jasną Górę. W tym czasie rosła liczba mieszkańców parafii. W 1948 wiernych było 4530, zaś w 1955 już 8987. Zaludniały się wtedy osiedla TOR, poniemieckie (tzw. Berlinek) oraz dawne place Stoki (wzdłuż ul. Telefonicznej).
5 sierpnia 1964 bp Jan Kulik dokonał konsekracji dzwonów i poświęcił wolnostojącą dzwonnicę, która służyła do połowy laty dziewięćdziesiątych.
W 1966 z okazji w Millenium chrztu Polski poświęcono chrzcielnicę ozdobioną datami 966–1966.
W 1980 następcą proboszcza ks. Szymanowskiego został ks. Grzegorz Kudrzycki. Po 1989 r. podjął się on zadania rozbudowy kościoła i plebanii. Kamień węgielny pod rozbudowę został poświęcony został przez papieża Jana Pawła II 13 czerwca 1987 podczas Mszy na łódzkim lotnisku Lublinek, został wmurowany w ścianę kościoła 23 września 1988 przez biskupa Władysława Ziółka. Projekt przygotowali architekci Mirosław Rybak i Marek Grymin oraz konstruktor inż. Janusz Frey (prezbiterium, zakrystia, sale duszpasterskie). Dobudowano nowe prezbiterium, zakrystię, wieżę na której umieszczono trzy dzwony. W prezbiterium umieszczono dwa duże witraże. Obecnie świątynia ma długość 44 m (z uwzględnieniem wysuniętej do przodu wieży – 48 m) szerokość od 10 m w korpusie głównym i 21 m w nowym prezbiterium. 26 czerwca 1994 abp Władysław Ziółek poświęcił nową dzwonnicę.
W tym samym roku inicjatywą parafian odsłonięta została w kruchcie kościoła tablica upamiętniająca zmarłych księży pracujących w parafii. Po budowniczym – ks. Witoldzie Nadolskim, wymienieni są proboszczowie – ks. Roman Liszewski, ks. Antoni Szymanowski, ks. Grzegorz Kudrzycki, wikarzy – ks. Eugeniusz Przychodzeń (ur. 19 sierpnia 1909 w Szumowie, na tablicy jako data śmierci podany jest rok 1956), ks. Bogusław Sygitowicz (zmarł 2 lipca 1978), ks. Zenon Witczak (zmarł 28 listopada 1982), ks. Jan Zajączkowski (zmarł 19 kwietnia 1984), ks. Henryk Woźniak (zmarł 23 czerwca 1988), ks. Adam Rasowski (zmarł 13 marca 1991) oraz ks. kanonik Adam Bąkowicz (ur. 27 sierpnia 1910 w Koźniewicach, zm. 27 lutego 1988 w Łodzi), który przez ostatnie lata życia mieszkał na terenie parafii jako rezydent-emeryt, będąc kapelanem w kaplicy przy ulicy Skalnej.
Na początku lat 90. XX wieku ks. Kudrzyckiego dotknęła choroba nowotworowa. Zmarł na plebanii 1 lutego 1995. Pochowany został na cmentarzu św. Wincentego à Paulo w Łodzi na Dołach, przy ul. Smutnej.
16 lutego 1995 nowym proboszczem został ks. Ryszard Chojecki, dotychczasowy proboszcz parafii bł. Urszuli w Łodzi.
W listopadzie 1995 parafię nawiedził obraz Matki Boskiej Watykańskiej ofiarowany przez Jana Pawła II Kościołowi łódzkiemu. Obraz ten peregrynował wówczas po wszystkich parafiach archidiecezji łódzkiej. Na Stokach i Sikawie był w Domu zakonnym Sióstr Antonianek i w kościele. Parafianie licznie wzięli udział w tych uroczystościach. Ponieważ rozmiar i masa obrazu (ok. 120 kg) były znaczne, nie zdecydowano się na jego wniesienie do kaplicy Sióstr Pasterek.
Pod kierownictwem ks. Chojeckiego w ciągu kilku następnych lat dokonano licznych prac wykończeniowych wewnątrz świątyni. W 1996 odrestaurowano obrazy: Jezusa Miłosiernego i Matki Boskiej Nieustającej Pomocy, przy których wybudowano marmurowe ołtarze boczne, gdzie zainicjowano systematyczne nabożeństwa (w środy odbywa się Nowenna do Matki Boskiej Nieustającej Pomocy, w piątki Koronka do Miłosierdzia Bożego).
Wiosną 1997 wewnętrzne ściany kościoła zostały pomalowane. Działanie to miało na celu odświeżenie świątyni przed uroczystym świętowaniem 80. rocznicy objawień fatimskich. Dnia 13 października 1997 do parafii wprowadzono przywiezioną z Fatimy figurę Matki Boskiej. Uroczystości te były transmitowane za pośrednictwem Radia Maryja.
W 1998 w starej części kościoła zainstalowano 10 witraży – sługi Bożego kardynała Stefana Wyszyńskiego, papieża Jana Pawła II, papieża Jana XXIII, św. Wojciecha, św. Stanisława Biskupa, św. Maksymiliana Marii Kolbego, ks. Jerzego Popiełuszki, św. Jadwigi Królowej, Matki Teresy z Kalkuty i św. Brata Alberta Chmielowskiego) autorstwa ks. Tadeusza Furdyny.
W dalszym czasie w kościele wymieniono stare ławki i krzesła na nowe, jednolite ławki dębowe. Założono włoskie nagłośnienie bezprzewodowe. Węglowe ogrzewanie świątyni zastąpiono olejowym. Dokonano kompleksowej wymiany grzejników. Założono także instalację klimatyzacyjną. Kościół i plebanię podłączono do miejskiej kanalizacji sanitarnej. Na budynku kościoła umocowano zabezpieczenia antypiorunowe.
W ramach obchodów Wielkiego Jubileuszu Roku 2000 w prezbiterium, nad obrazem św. Rodziny umieszczono obraz Chrystusa Zmartwychwstałego. Ponadto zakupiono nowe, okolicznościowe ornaty.
Podczas obchodów 70-lecia parafii, 29 września 2002, konsekracji kościoła dokonał arcybiskup Władysław Ziółek.
Z czasem pogarszał się stan zdrowia ks. Chojeckiego. W działaniach, które przychodziły mu z coraz większym trudem, swą pomoc okazywali mu księża wikariusze. W 2006 gdy uzyskał wiek, w którym kapłani przechodzą na emeryturę, decyzją arcybiskupa łódzkiego przekazał parafię nowemu proboszczowi ks. Antoniemu Głowie. Msza pożegnalna dotychczasowego proboszcza odbyła się dnia 30 kwietnia 2006. Ks. Chojecki jeszcze przez pewien czas zamieszkiwał w plebanii na Stokach. Jednak wkrótce zaczął wymagać stałej opieki medycznej i przeniesiono go do Centrum Rehabilitacyjno-Opiekuńczego przy ul. Przybyszewskiego w Łodzi. Gdy stan jego zdrowia ustabilizował się, trafił do Domu Księży Emerytów archidiecezji łódzkiej w Łodzi przy ul. św. Wojciecha. Tam też, opatrzony sakramentami, zmarł dnia 9 listopada 2007. Pochowany 14 listopada 2007 na Starym Cmentarzu w Łodzi przy ul. Ogrodowej.
W 2006 przystąpiono do koniecznej modernizacji dachu świątyni. Pod koniec czerwca 2007 w kościele zostało założone nowe nagłośnienie. W dniach 17–18 sierpnia 2007 dokonano konserwacji zawieszenia dzwonów i zamontowano na nich nowe napędy elektryczne. Uruchamianie dzwonów jest możliwe poprzez programator lub ręczne włączanie pilotem.

Od czerwca 2007 rozpoczęła się reorganizacja prezbiterium. Najpierw przyklejono do głównej ściany ołtarzowej łuki chwały Pańskiej (konstrukcja styropianowo-gispowa) i zawieszenie (w postaci złotej aureoli, w środku prezbiterium, nad tabernakulum) dla mającej się później pojawić rzeźby. Następnie wokół tabernakulum zainstalowano witraż przedstawiający krzak gorejący (październik 2007). Na święta Bożego Narodzenia 2007 wykonaną już rzeźbę pełną Chrystusa Zmartwychwstałego zamocowano na aureoli. Wokół niej, na łukach chwały, znalazło się 8 płaskorzeźb Aniołów Adorujących. Autorem projektu zmiany wystroju prezbiterium jest ks. Tadeusz Furdyna. Rzeźby wykonał Wojciech Gryniewicz.
W ramach kolejnego etapu prac wiosną 2009 umieszczono w prezbiterium jednolitą, drewnianą konstrukcję, która zawiera miejsce do przewodniczenia mszy z pulpitem, miejsca siedzące dla kapłanów i Liturgicznej Służby Ołtarza – umieszczone na przygotowanym do tego podwyższeniu.
W dalszej części prac planuje się, by prowadzące na prezbiterium stopnie schodów i przejście do zakrystii dostosować do norm bezpieczeństwa zawartych w przepisach prawa budowlanego.
W dniach 28 kwietnia – 1 maja 2010 w ramach nawiedzenia kopii obrazu Matki Boskiej Częstochowskiej całego obszaru diecezji, odbyły się w parafii uroczystości peregrynacyjne. Ponieważ we wszystkich świątyniach powitaniu obrazu towarzyszył biskup, a w tej parafii były trzy takie miejsca, w ciągu kilku dni przybyli do niej wszyscy trzej łódzcy biskupi. Najpierw obraz (który przybył z parafii w Nowosolnej) przywitano w kościele parafialnym, gdzie następnie nabożeństwu przewodniczył abp Ziółek. W czasie nocnego czuwania odbyła się msza, na którą zaproszono wszystkich księży, posługujących wcześniej na Stokach. Kolejnego dnia obraz przewieziono do kaplicy Sióstr Pasterek przy ul. Skalnej (Eucharystię celebrował tam bp Adam Lepa). Potem obraz został przetransportowany do kaplicy w domu zakonnym Sióstr Antonianek (gdzie mszę odprawił bp Ireneusz Pękalski). Następnie obraz został zawieziony do parafii na Rogach.
Dnia 30 grudnia 2010 nastąpiło włamanie do kościoła parafialnego. Ponieważ, jak zwykle w dzień, frontowe drzwi wejściowe były otwarte, do wnętrza świątyni dostano się tłukąc okienko w drzwiach w kruchcie. Splądrowana została skarbona z nieustaloną zawartością pieniędzy, które zbierano dla potrzebujących oraz zniszczono gong mszalny (zabrano jego główną część, odpowiadającą za wzbudzanie dźwięku). W konsekwencji tych zdarzeń, decyzją proboszcza, postanowiono, że drzwi frontowe kościoła w najbliższym czasie będą otwierane tylko na czas nabożeństw. Następnie zdecydowano zakupić antywłamaniowe sejfy i zainstalować w całej świątyni monitoring.
Wiosną 2011 ogłoszono, że w kościele zostaną wymienione obie pary drzwi wejściowych wraz z przebudową (polegającą na poszerzeniu) kruchty. Nowe drzwi mają nie tylko być solidniejsze od poprzednich, ale także zawierać rzeźbione elementy ozdobne (autorstwa ks. T. Furdyny).
Przy okazji obchodów Świąt Wielkanocnych 2011, na potrzeby liturgiczne Wielkiego Piątku za zgodą proboszcza przygotowano w kościele Grób Pański, w wystroju którego znalazły się elementy symbolizujące katastrofę smoleńską – obok monstrancji, krzyża i figury Chrystusa w grobie stanęła konstrukcja przypominająca ogon samolotu, posiadająca namalowaną szachownicę w barwach narodowych i napis: Tu-154 M, a wokół niej kilka brzóz, z czego jedna była złamana. Towarzyszyły temu wystające z ziemi dłonie. Wystrój ten wzbudził wśród niektórych wiernych kontrowersje. Sprawa została nagłośniona przez media – w Wielką Sobotę w kościele pojawiło się kilka stacji telewizyjnych, które przygotowały materiały, wyemitowane potem w ogólnopolskich programach informacyjnych.
Na skutek decyzji z 2015 arcybiskupa metropolity łódzkiego Marka Jędraszewskiego proboszczowie w łódzkiej diecezji są zobowiązani do złożenia urzędu po ukończeniu 70 lat. W związku z powyższym ks. A. Głowa oddał się do dyspozycji biskupa w 2016. Otrzymał polecenie pozostania proboszczem do końca czerwca 2016, z możliwością późniejszego zamieszkiwania na plebanii jako rezydent-emeryt. Dekretem z 20 czerwca 2016 nowym proboszczem na Stokach od połowy lipca 2016 mianowano ks. Marka Izydorczyka, dotychczasowego proboszcza parafii św. Michała Archanioła w Łodzi. Protokolarne przejęcie parafii nastąpiło 16 lipca 2016, następnego zaś dnia nowy proboszcz został uroczyście wprowadzony na mszy o godzinie 11 w obecności wicedziekana dekanatu Łódź-Stoki ks. Marka Borowskiego z parafii św. Wincentego Pallottiego w Łodzi i składającego urząd ks. A. Głowy (dotychczasowego stokowskiego dziekana).
Od lipca 2016 roku zorganizowano prace remontowe przy kościele i na jego zapleczu. Wykonano remont tablic ogłoszeniowych przy wejściu do kościoła, zaadaptowano pomieszczenia piwniczne pod plebanią na sale dla asyst i grup parafialnych, zakonserwowano dachy na budynkach gospodarczych, odnowiono ławki przed wejściem do świątyni, wstawiono nowe drzwi od strony zakrystii, odnowiono figurę Matki Boskiej nad głównym wejściem i całą frontową ścianę kościoła, zainstalowano stojaki dla rowerów, wymieniono na nowe zużyte szaty liturgiczne, wymieniono 4 klamki w drzwiach od różnych pomieszczeń, zakupiono 3 konfesjonały z zamykanymi drzwiami, zorganizowano plac zabaw od południowej strony kościoła, w miejscu starej tymczasowej dzwonnicy utworzono kilka dodatkowych miejsc parkingowych, wykonano nowe granitowe schody z ulicy na teren kościoła, ze względu na przepisy przeciwpożarowe wybito w ścianach bocznych dodatkowe drzwi, od strony południowej zbudowano podjazd dla wózków, wyremontowano główne schody do kościoła, kładąc na nie nawierzchnię granitową i usunięto wejście dla niepełnosprawnych ze względu na nachylenie nie spełniające przepisów prawa budowlanego.

W 2020 roku na skutek uzyskanego dofinansowania z Wojewódzkiego Funduszu Ochrony Środowiska na dachu kościoła zamontowano 157 paneli fotowoltaicznych o mocy 49,5 kWp, pompy ciepła powietrze-woda do ogrzewania (dotychczasowy kocioł olejowy pozostawiono jako rezerwę), zaizolowano strop oraz wymieniono niektóre okna.   
Finalizując instalację fotowoltaiczną nie dopełniono zgłoszenia wymiany licznika, przez co produkowana przez moduły energia nie była naliczana, skutkiem czego powstało zadłużenie za zużytą energię na ponad 90 tys., która zostało rozłożone na raty, ostatecznie spłacone na początku 2023 roku.    
Jesienią 2023 podjęto decyzję o przeprowadzeniu prac remontowych (wymiany instalacji elektrycznej i nagłośnieniowej) oraz renowacji wnętrza kościoła według zatwierdzonego przez łódzką kurię projektu dr hab. arch. Joanny Walendzik–Stefańskiej (Autorska Pracownia Projektowa PASS). W grudniu zostały usunięte elementy wystroju prezbiterium i ołtarzy bocznych zrealizowanych w latach 2007–2009, w efekcie czego pozostawienie niedokończonych ścian w trakcie robót na okres bożonarodzeniowy zostało przez niektórych parafian odebrane jako nietaktowne.

## Proboszczowie
- ks. kanonik Roman Liszewski (ur. 1 sierpnia 1898 w Tuszynie[21], zm. 7 listopada 1966 w Łodzi) – kapłan od 1923, proboszcz parafii w latach 1932–1940, po II wojnie światowej, w latach 1945–1966, proboszcz parafii Najświętszego Serca Jezusowego w Łodzi (na Retkini)
- ks. prałat Antoni Szymanowski (ur. 16 lipca 1907 w Ujeździe, wyświęcony 20 lipca 1930, zm. 1 marca 1988 w Łodzi) – proboszcz parafii w latach 1945–1980, dziekan dekanatu Łódź – Wschód, ostatnie lata życia spędził jako rezydent-emeryt w parafii Najświętszego Serca Jezusowego w Łodzi
- ks. prałat Grzegorz Kudrzycki (ur. 1 stycznia 1935 w Tuszynie, wyświęcony 21 czerwca 1959, zm. 1 lutego 1995 w Łodzi) – proboszcz parafii w latach 1980–1995, dziekan dekanatu Łódź – Wschód, a od 1991 pierwszy dziekan dekanatu Łódź – Stoki
- ks. kanonik Ryszard Chojecki (ur. 24 marca 1931 w Łodzi, wyświęcony 19 czerwca 1955, zm. 9 listopada 2007 tamże) – proboszcz parafii w latach 1995–2006, od kwietnia 2006 jako emeryt
- ks. kanonik Antoni Głowa (ur. 30 marca 1946 w Smardzewicach) – proboszcz parafii od kwietnia 2006 do lipca 2016, od września 2007 do lipca 2016 dziekan dekanatu Łódź – Stoki
- ks. kanonik Marek Izydorczyk (ur. 20 lutego 1955 w Poddębicach) – proboszcz parafii od 15 lipca 2016

## Granice parafii
Graniczy z parafiami:

od północy:
- św. Judy Tadeusza w Łodzi-Rogach
- św. Jana Chrzciciela i św. Doroty w Dobrej (z dekanatu strykowskiego)
- św. Ojca Pio w Kalonce (z dekanatu brzezińskiego)

od wschodu:
- św. Andrzeja Boboli w Łodzi-Nowosolnej
- św. Doroty i św. Jana Chrzciciela w Łodzi-Mileszkach

od południa:
- św. Kazimierza w Łodzi na Starym Widzewie (z dekanatu Łódź-Widzew)

od zachodu:
- św. Teresy od Dzieciątka Jezus i św. Jana Bosko w Łodzi-Śródmieściu (z dekanatu Łódź-Bałuty)
- św. Elżbiety Węgierskiej i bł. Anastazego Pankiewicza w Łodzi-Dołach
- Opatrzności Bożej w Łodzi (obszar dawnej wsi Marysin II)

### Księża pochodzący z parafii
- ks. Wiktor Dudziński
- ks. Wiesław Psionka (ur. 30 maja 1970 w Łodzi) – Salezjanin, wyświęcony na kapłana 26 maja 2007 w Lądzie przez abp. Henryka Muszyńskiego – delegat w Inspektorii pilskiej ds. Duszpasterstwa Młodzieży, rezydent w par. św. Jana Bosko w Pile

## Wyposażenie kościoła
Prezbiterium jest umieszczone o 3 stopnie wyżej od nawy kościoła. Kształtem zbliżone jest do sześciokąta. Znajdują się w nim ołtarz i ambonka (położona na północ od ołtarza) z marmuru, przenośny Krzyż i figura Matki Boskiej Fatimskiej. Pod wbudowanym w ścianę tabernakulum został umieszczony drugi (z 1987) kamień węgielny, natomiast nad nim obraz Świętej Rodziny. Przy obrazie Jezusa Miłosiernego wisi obraz Św. Stanisława Biskupa, a na ołtarzu bocznym znajduje się niewielki portret św. Faustyny Kowalskiej. Na północnej i południowej ścianie starej części świątyni oraz na dwóch ścianach poprzecznych nowej części jest 14 stacji gipsowych obrazów z Drogą Krzyżową. Nad kruchtą znajduje się chór z organami (3 manuły, pedał, 12 głosów). Na końcu ustawione są 3 konfesjonały, a przy wyjściu mieści się kiosk parafialny, gdzie można nabyć aktualną prasę katolicką oraz dewocjonalia.

## Zaplecze kościelne, plebania
Za prezbiterium są: zakrystia, sala dla ministrantów, sala asysty parafialnej, łazienka, pomieszczenie sanitarne dla pracowników kościoła. W piwnicach kościoła mieści się świetlica dla dzieci, na piętrze zaś biblioteka, sala konferencyjna św. Antoniego (wcześniej o tytulaturze kaplicy) i pomieszczenia sanitarne.
Pierwszym miejscem zamieszkania proboszcza, a także prowadzenia kancelarii parafialnej była wynajęta część prywatnego, nieistniejącego już drewnianego budynku przy ulicy Spartakusa. Pod koniec lat trzydziestych pierwszy proboszcz ks. Roman Liszewski zbudował budynek plebanii przy ulicy Szczawnickiej 7 – ok. 30 metrów od kościoła. W latach 1984–1987 dobudowano do niego nową część z mieszkaniami dla proboszcza i wikariuszy. Poświęcenia budynku dokonał biskup Józef Rozwadowski 23 września 1986.
W części starej plebanii znajduje się na parterze kancelaria parafialna oraz sala modlitewno-konferencyjna imienia księdza Kardynała Stefana Wyszyńskiego. Poświęcona 31 maja 2001 roku przez arcybiskupa Władysława Ziółka. Dawniej w tym miejscu mieszkali wikariusze, później mieściło się tam przedszkole miejskie.

## Kaplice na terenie parafii
- Kaplica w Domu zakonnym Sióstr Pasterek od Opatrzności Bożej, ul. Skalna 7.
- Kaplica w Domu zakonnym Sióstr Antonianek od Chrystusa Króla, ul. Janosika 141.

## Grupy parafialne
- Akcja Katolicka
- Asysta Kościelna
- Caritas
- Chór Cantylena
- Kiosk parafialny
- Ministranci
- Ruch Odnowy w Duchu Świętym
- Schola
- Świetlica przykościelna dla dzieci
- Żywy Różaniec (15 kół po 20 osób w każdym)

### Chór Cantylena
Od 2011 roku w parafii funkcjonuje liczący około 20 osób chór o nazwie Cantylena, którym kieruje organista Mikołaj Widawski. Można go najczęściej usłyszeć w czasie wieczornych mszy św. oraz na corocznym koncercie kolęd przed Pasterką. Ponadto chór często towarzyszy występom tenora z tutejszej parafii – Dariusza Stachury.

## Galeria

### Otoczenie kościoła

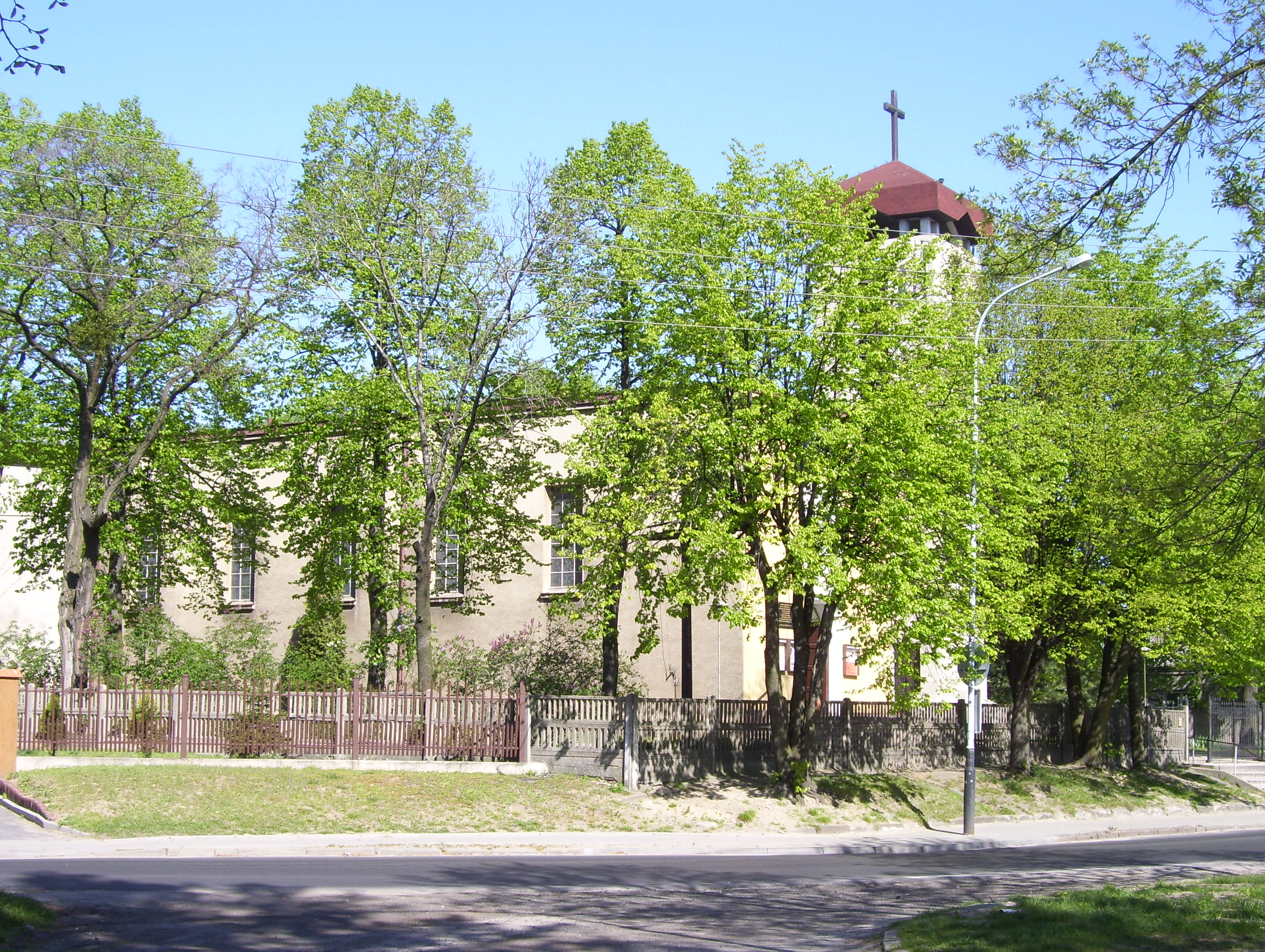
Widok od strony ul. Spartakusa (o słonecznym poranku, w majowej zieleni)
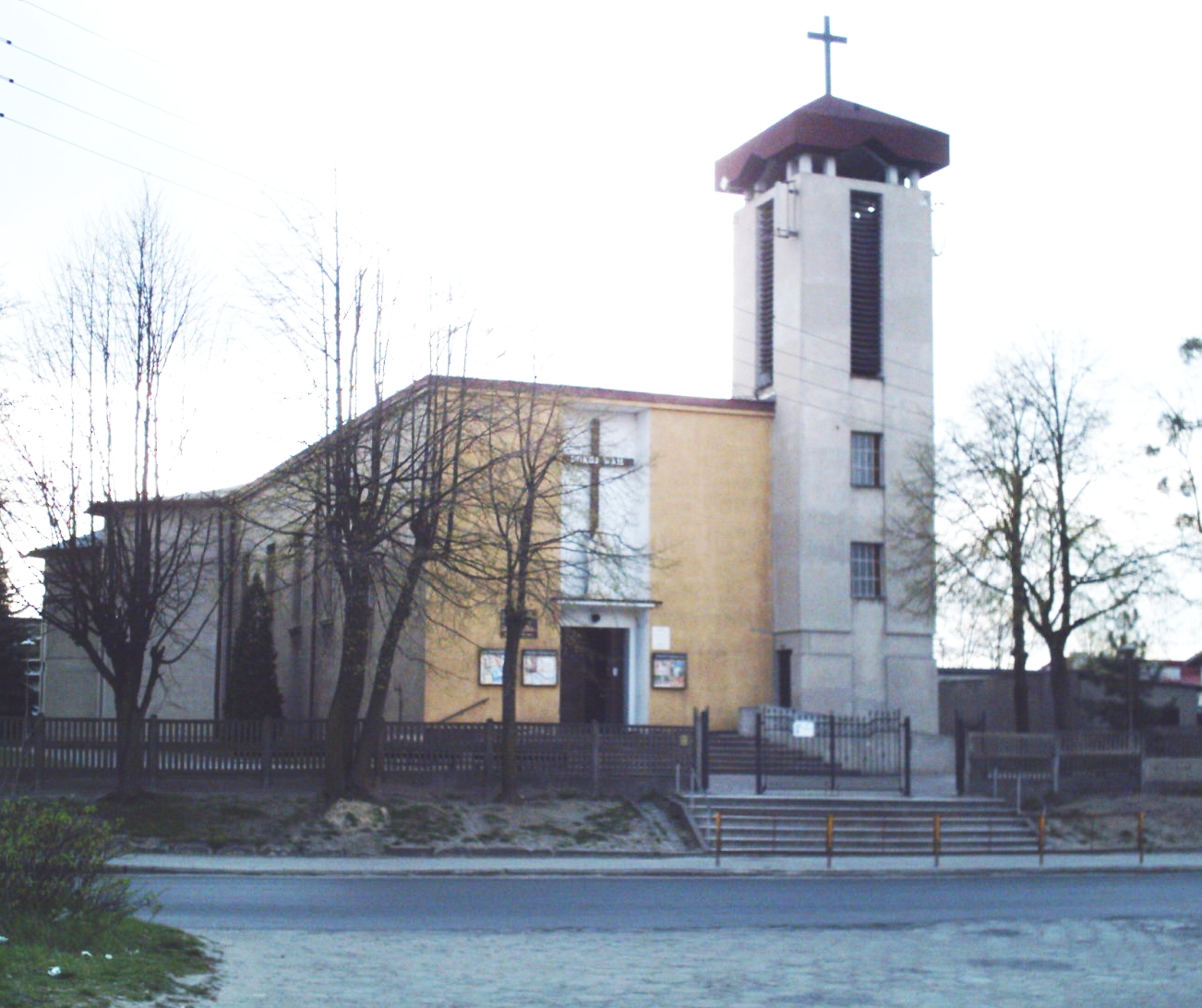
Widok od pętli autobusowej (w pochmurne kwietniowe popołudnie)
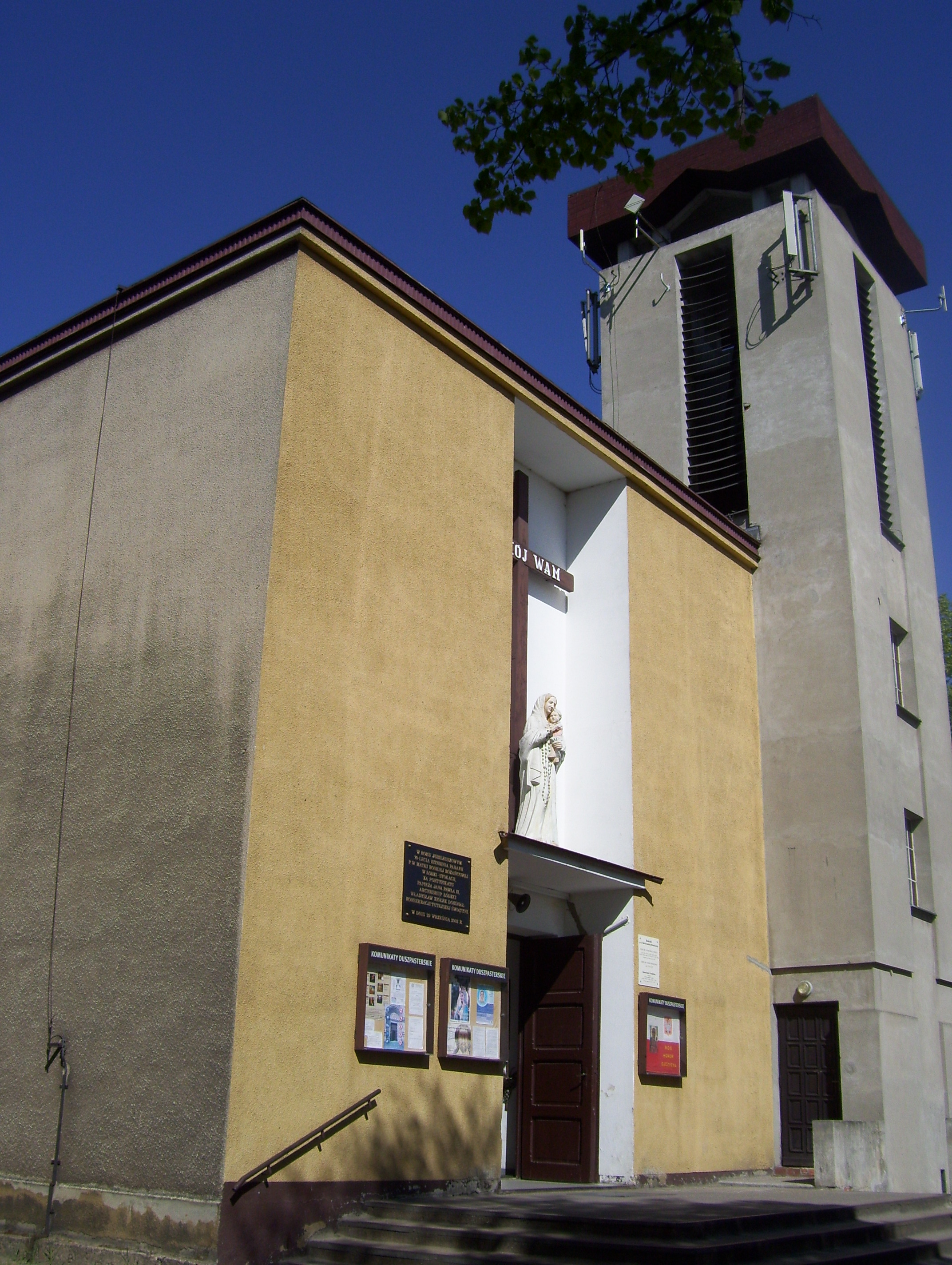
Fasada kościoła (z prawej strony nowa dzwonnica)
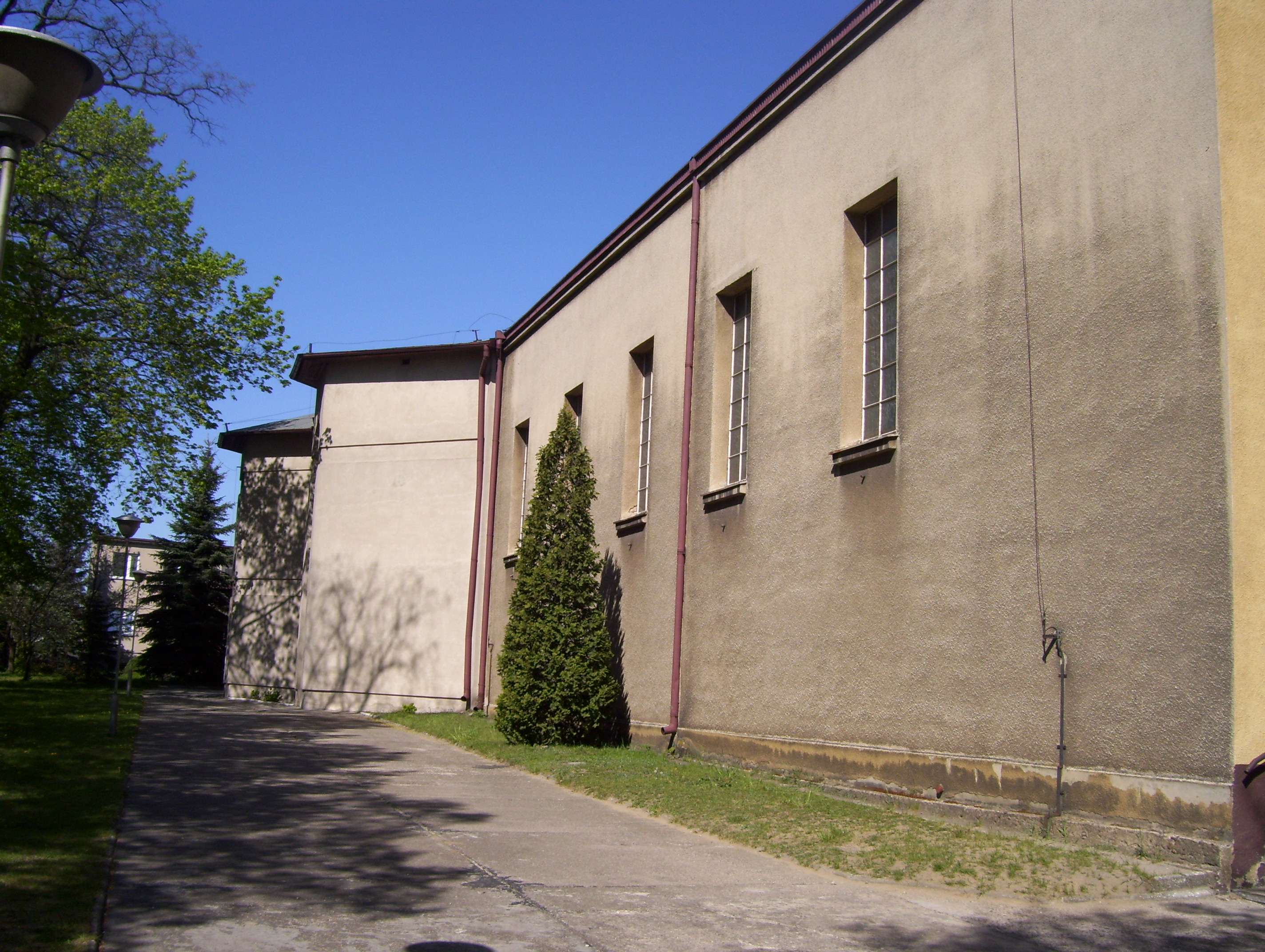
Widok świątyni od strony południowej (od lewej nowa plebania, nowa, potem stara część kościoła)
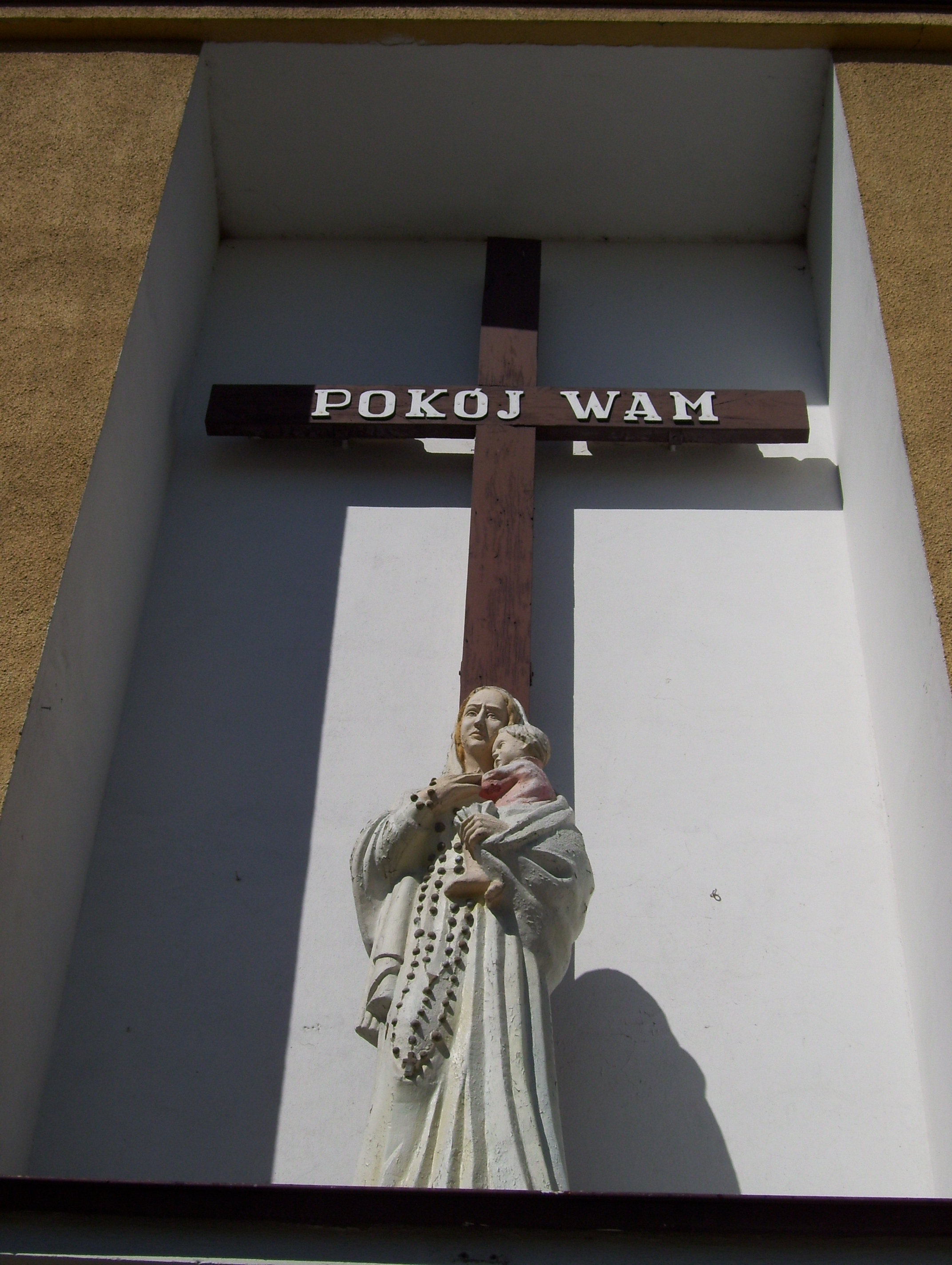
Krzyż i figura Matki Boskiej nad głównym wejściem
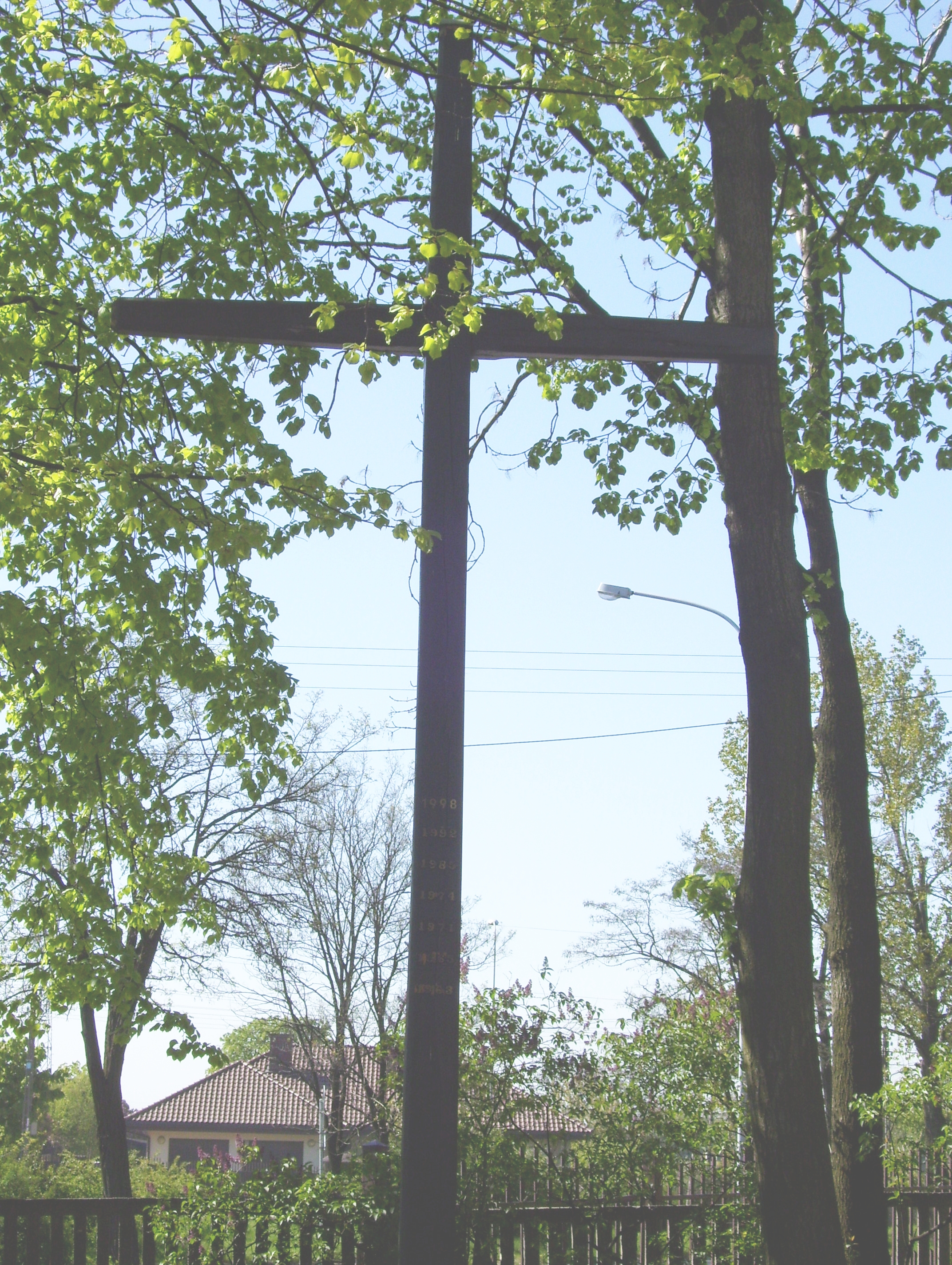
Krzyż Misyjny (stojący kilka metrów na południowy wschód od kościoła)
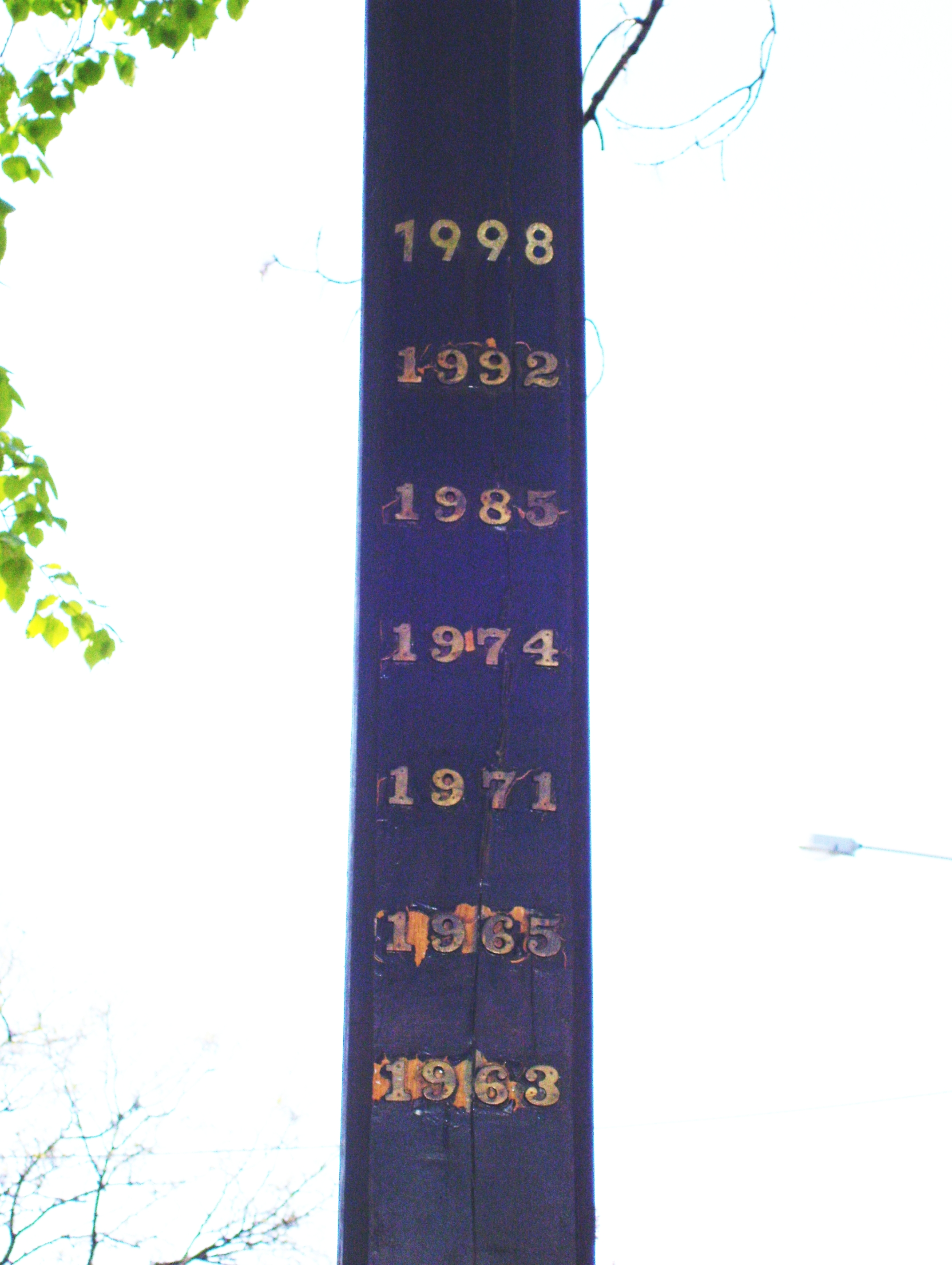
Lata, w których odbywały się misje w parafii (zapis na Krzyżu Misyjnym)
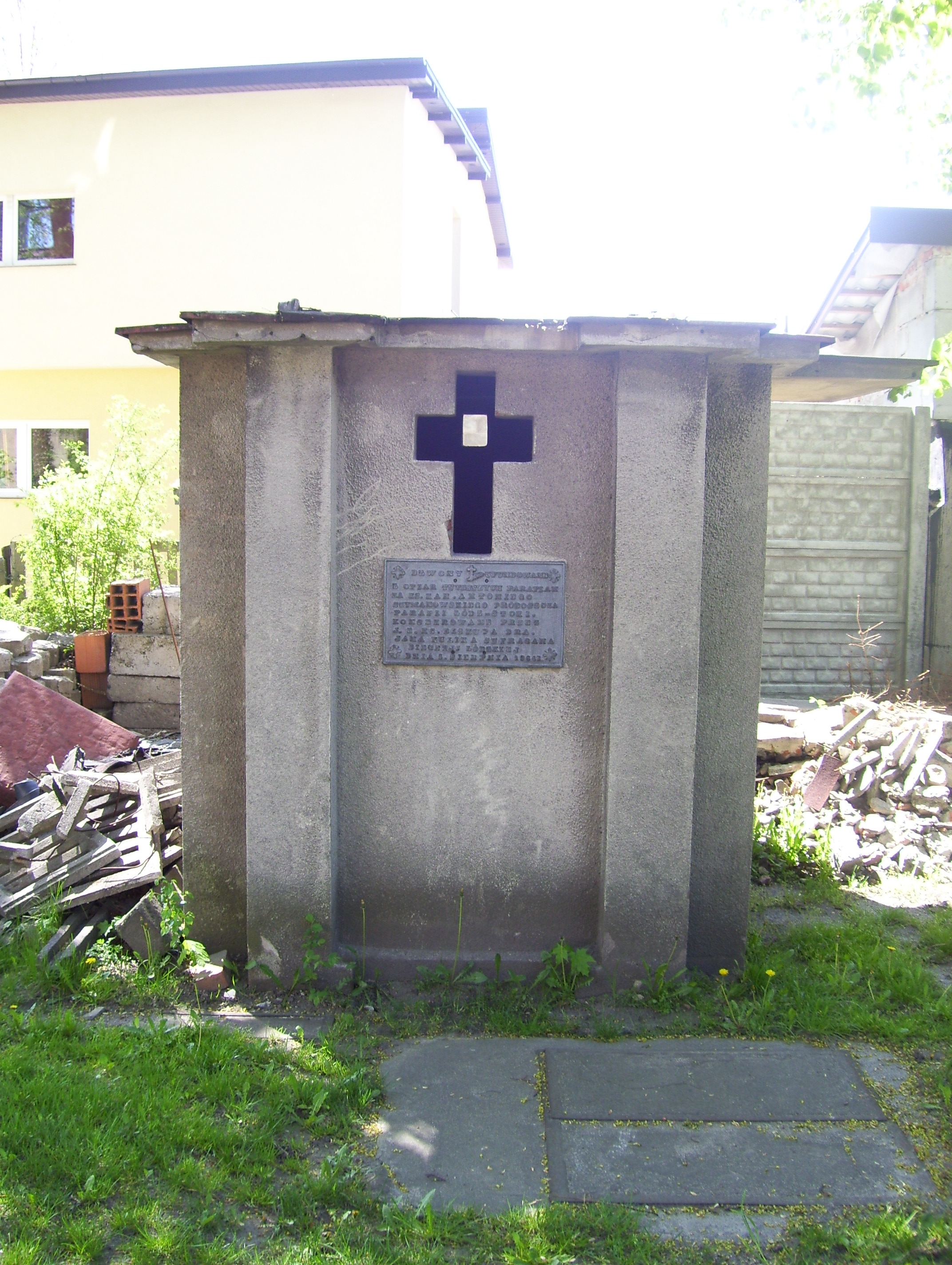
Stara dzwonnica (położona kilka metrów na południe od kościoła)

### Przydrożne krzyże i kapliczki

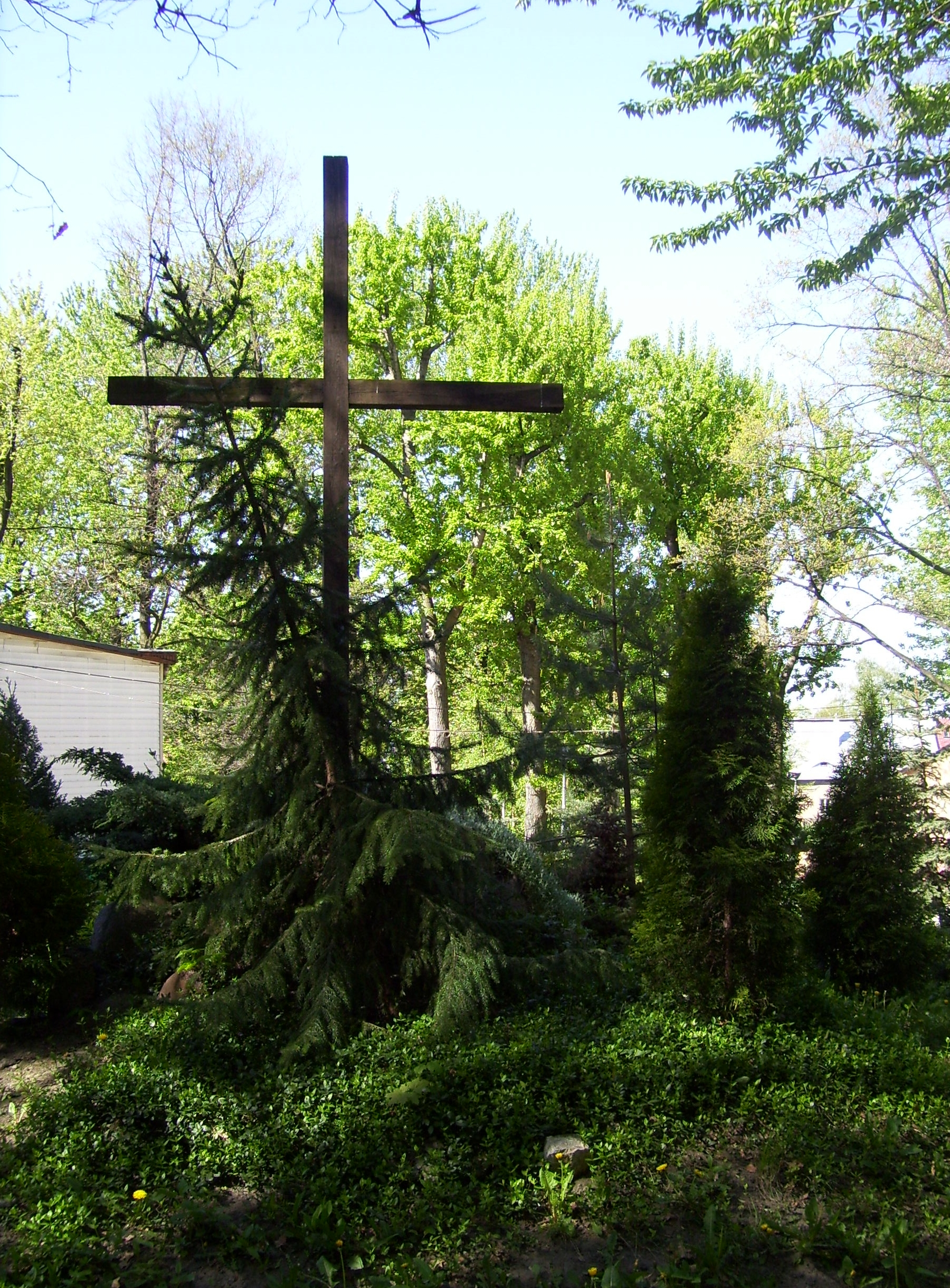
Krzyż w schronisku im. św. Brata Alberta przy ul. Szczytowej
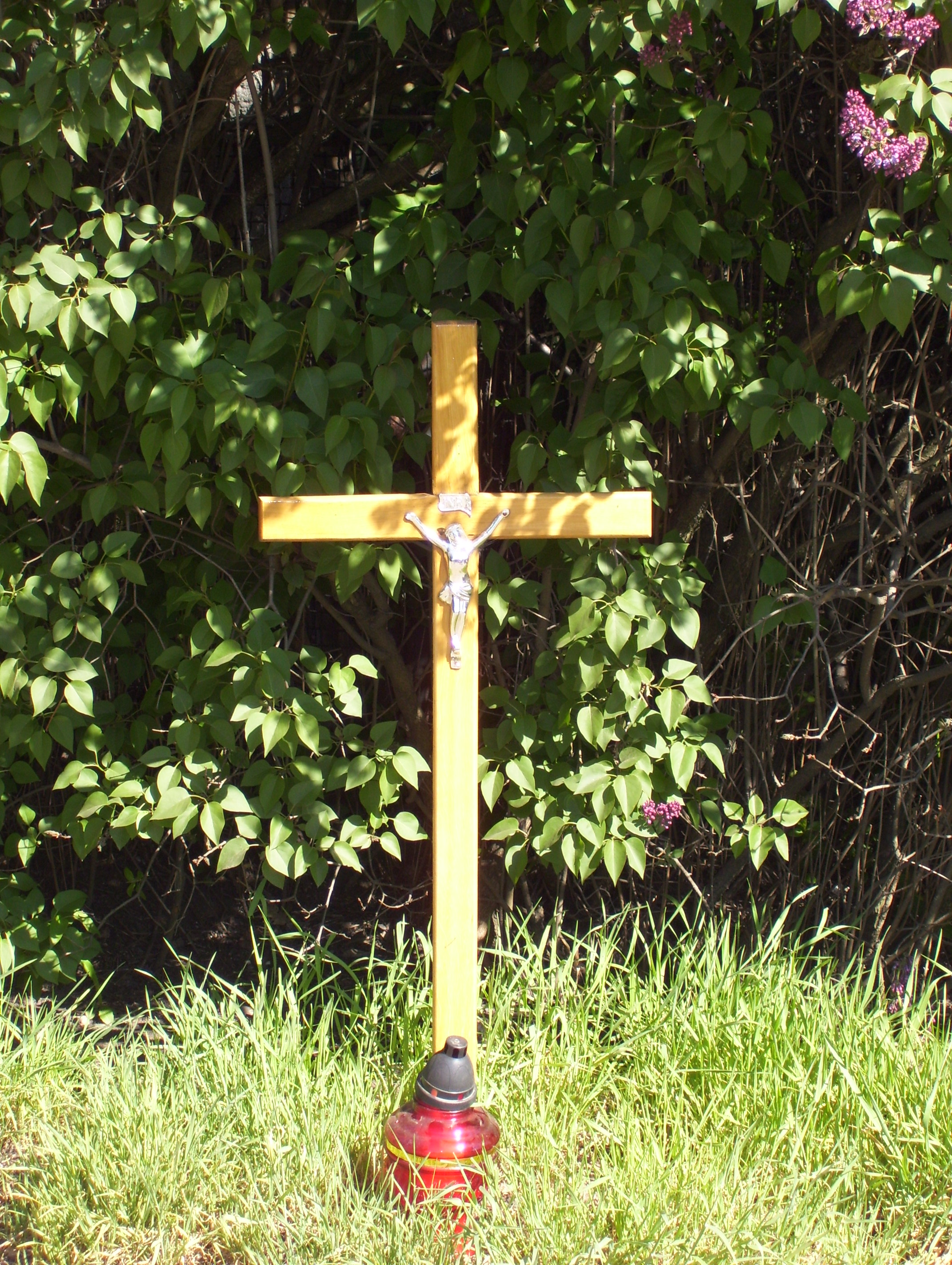
Krzyż przy skrzyżowaniu ul. Dębowskiego i Krokiew
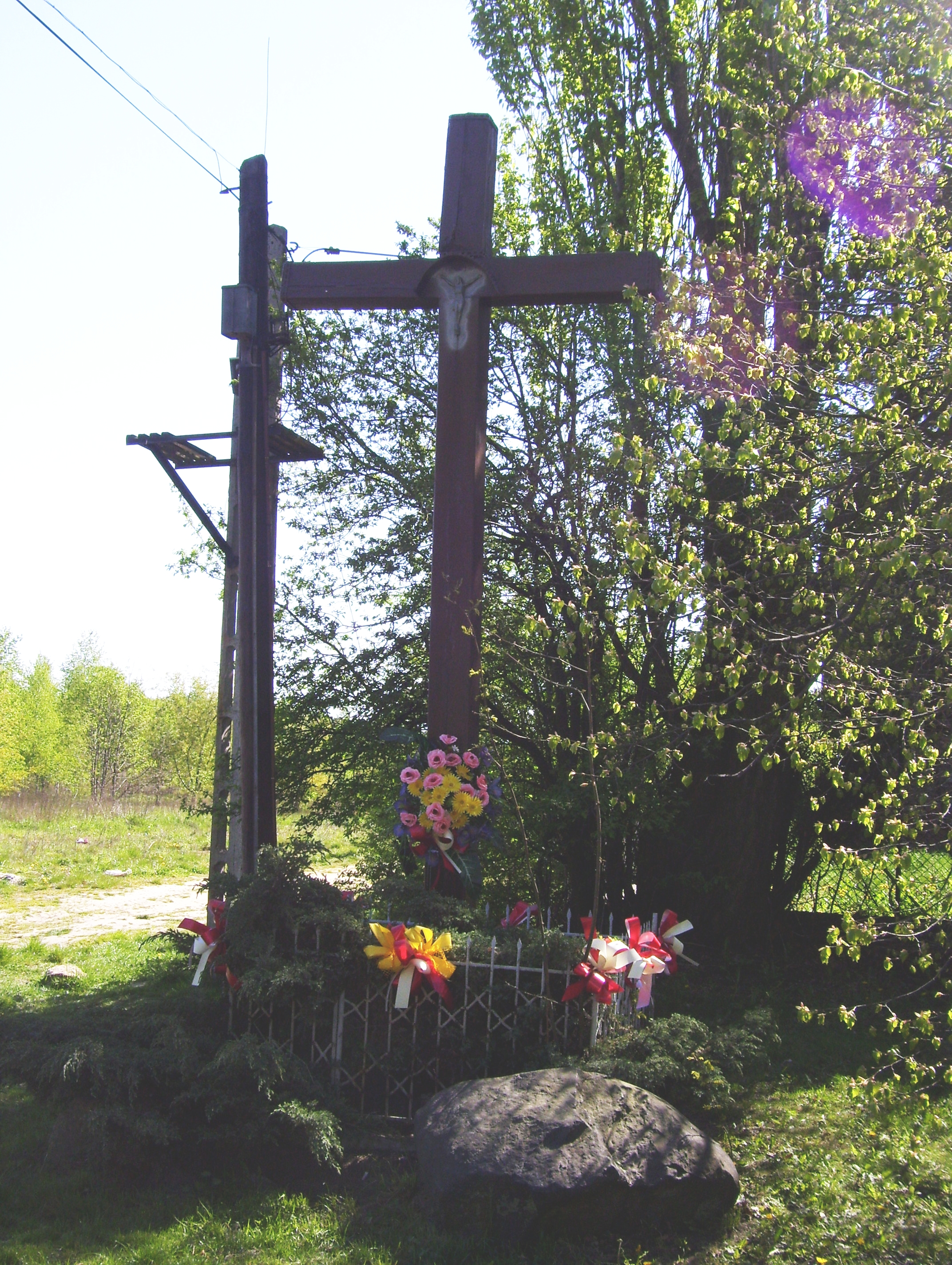
Krzyż przy skrzyżowaniu ul. Giewont i Chałubińskiego
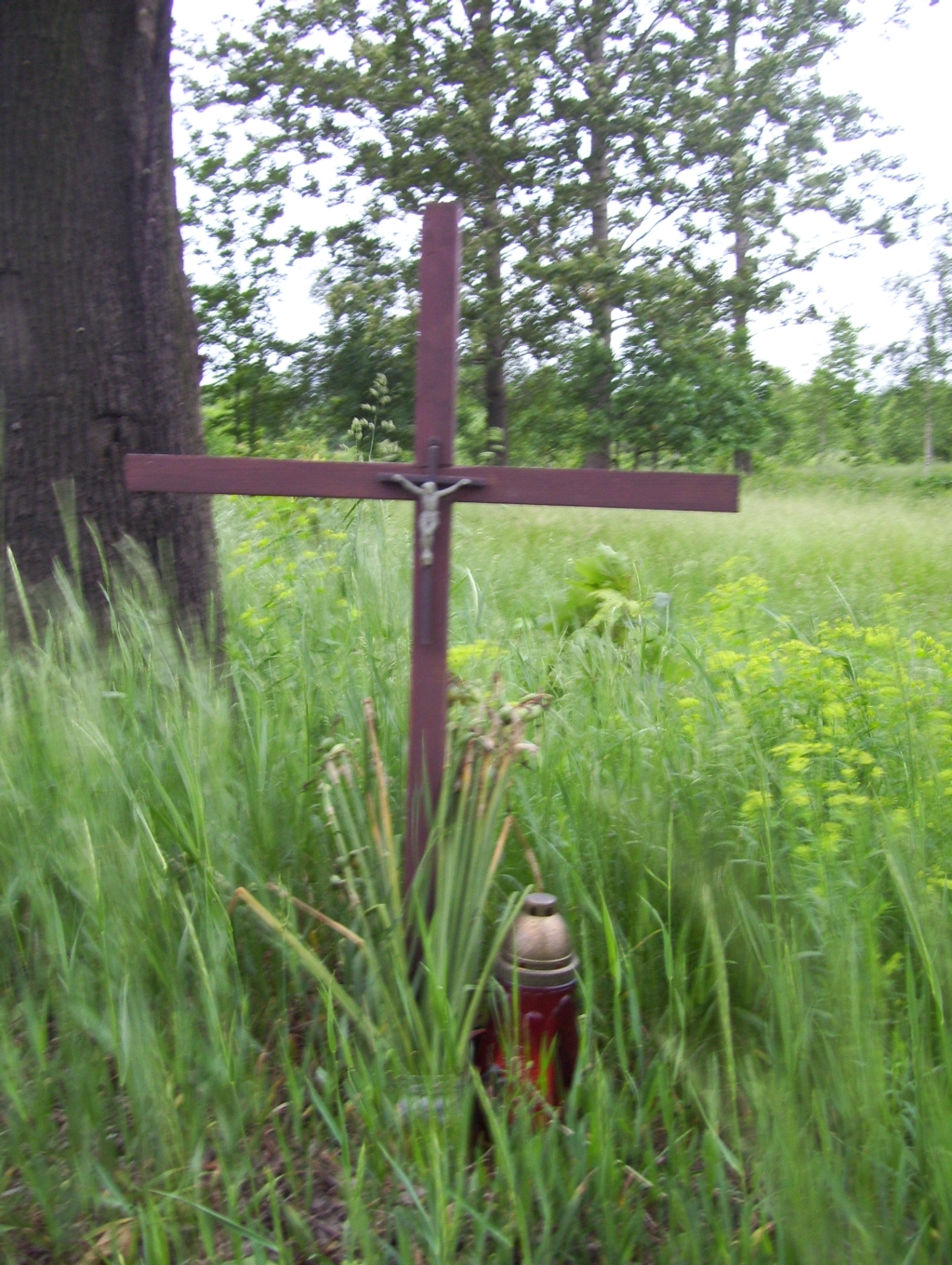
Krzyż przy ul. Brzezińskiej
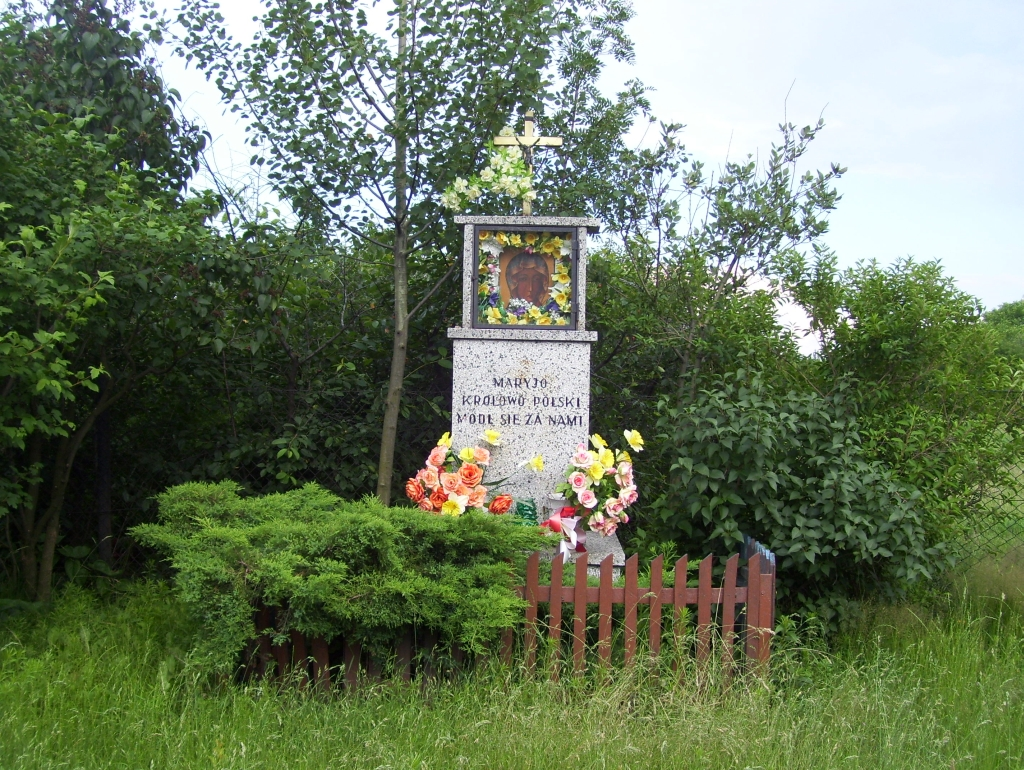
Kapliczka przy ul. Giewont
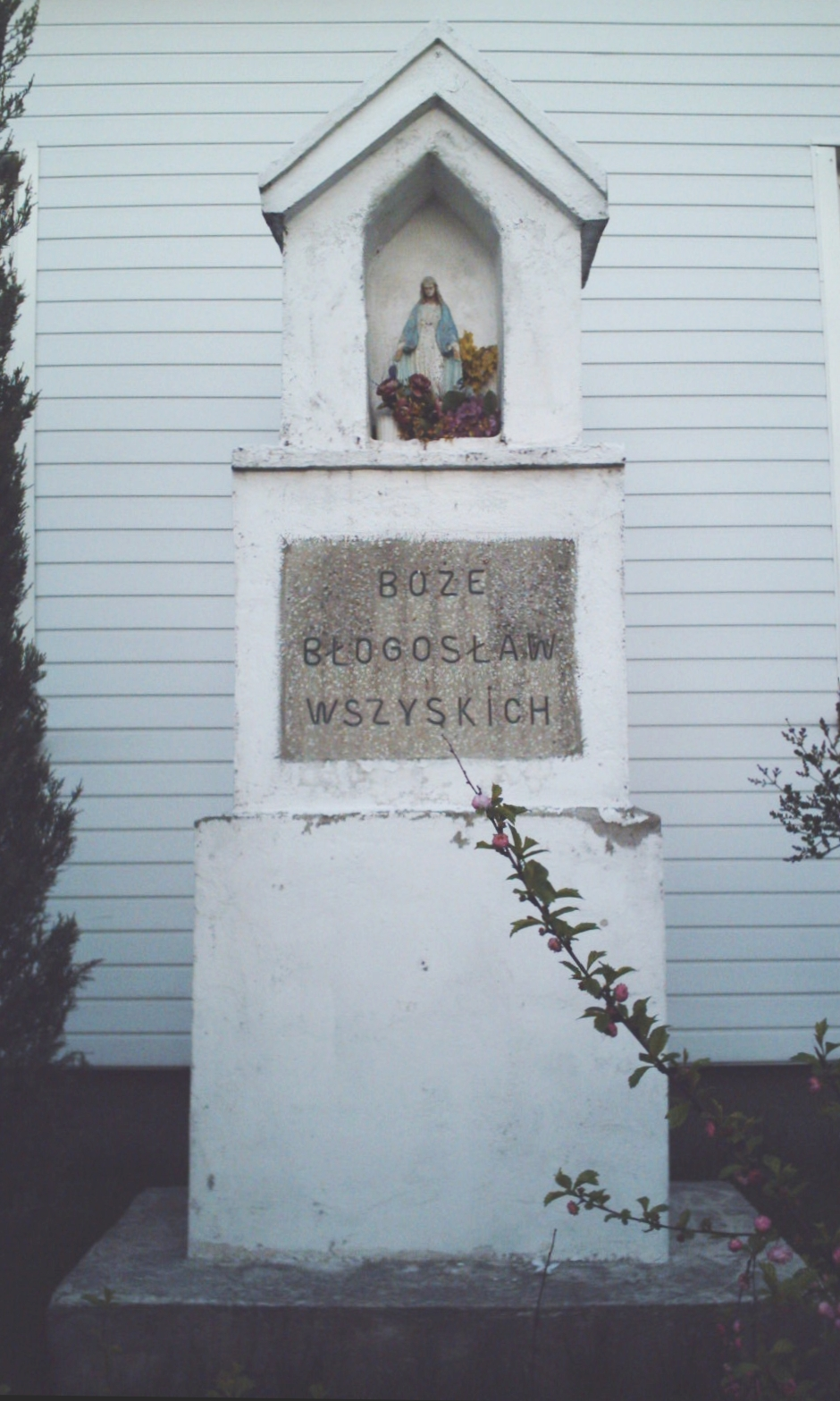
Kapliczka przy ul. Janosika (w pobliżu kościoła)
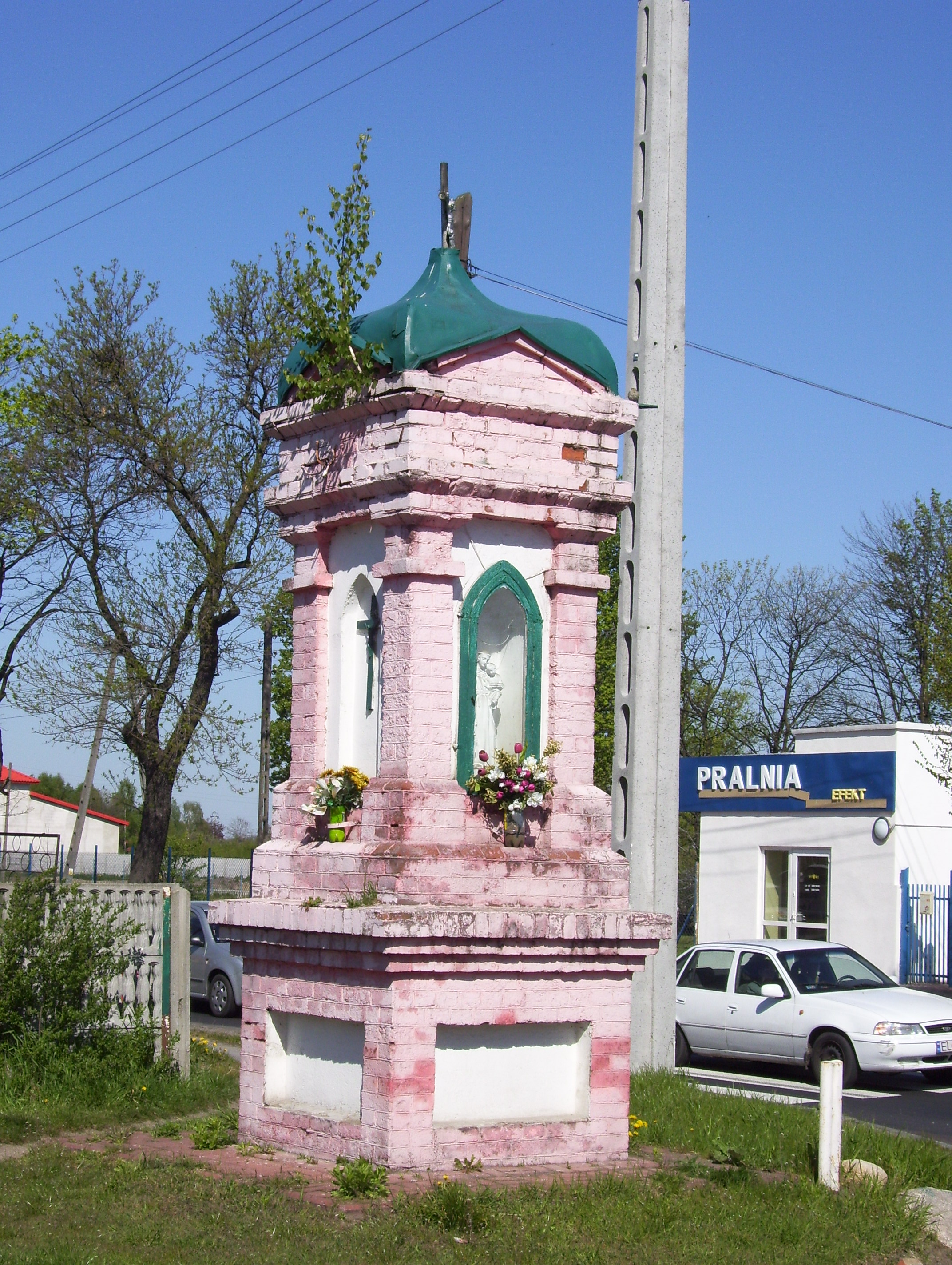
Kapliczka przy skrzyżowaniu ul. Brzezińskiej i Listopadowej
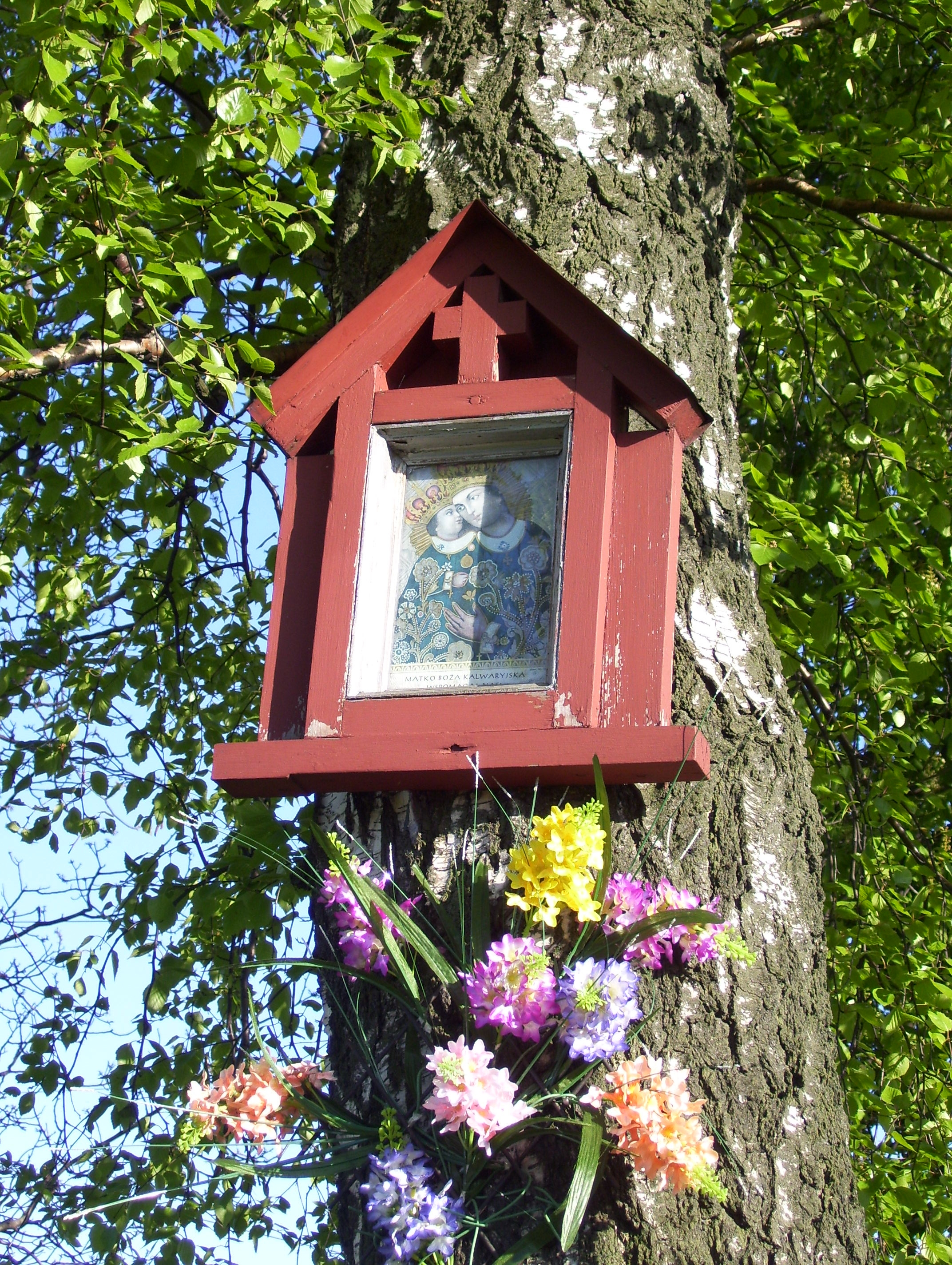
Kapliczka na drzewie przy pętli tramwaju 15 (ul. Telefoniczna)
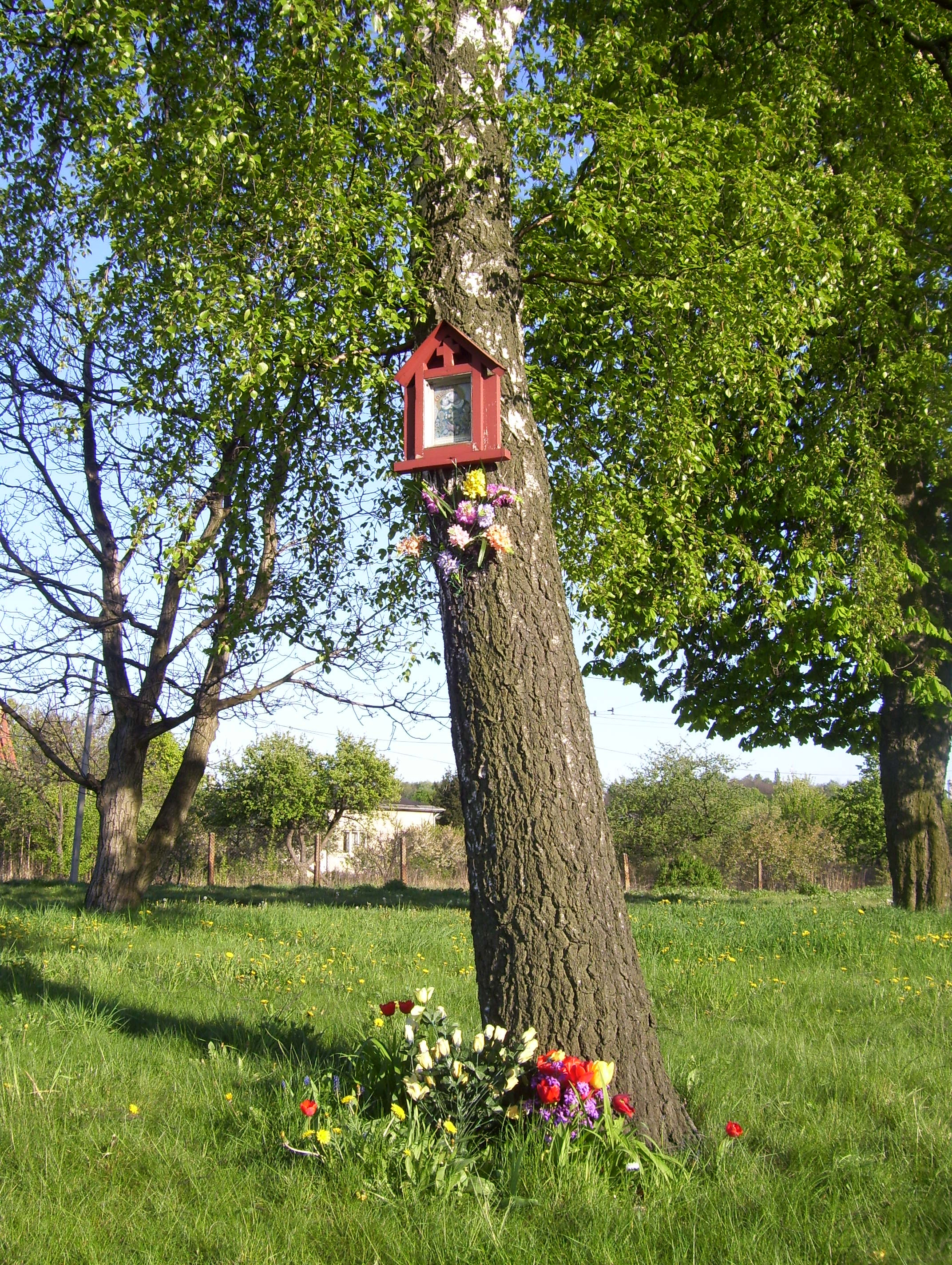
Kapliczka przy ul. Telefonicznej
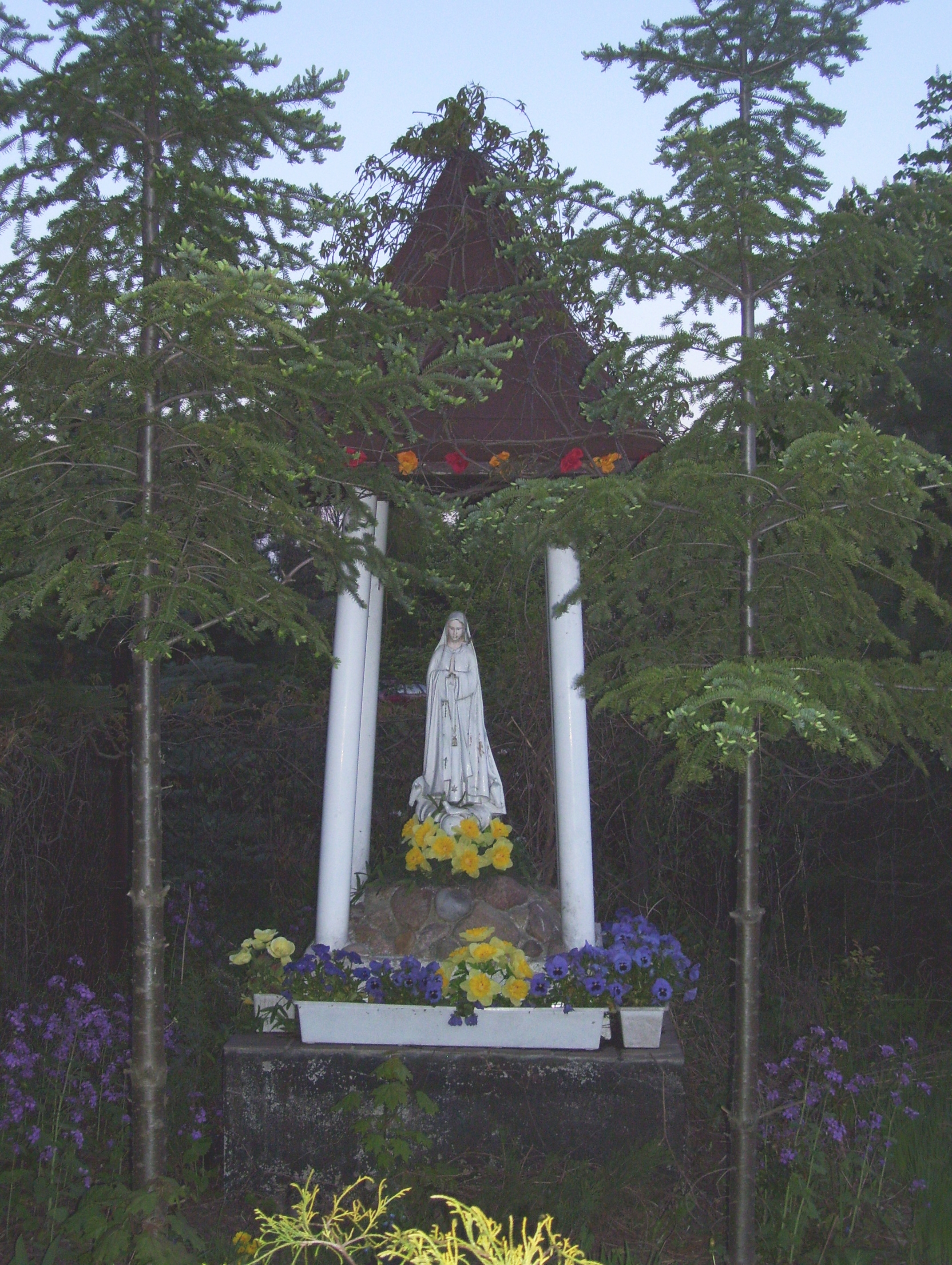
Kapliczka z figurą Matki Boskiej Fatimskiej (przy skrzyżowaniu ul. Skalnej i Kasprowy Wierch)